# Histoire des bateaux

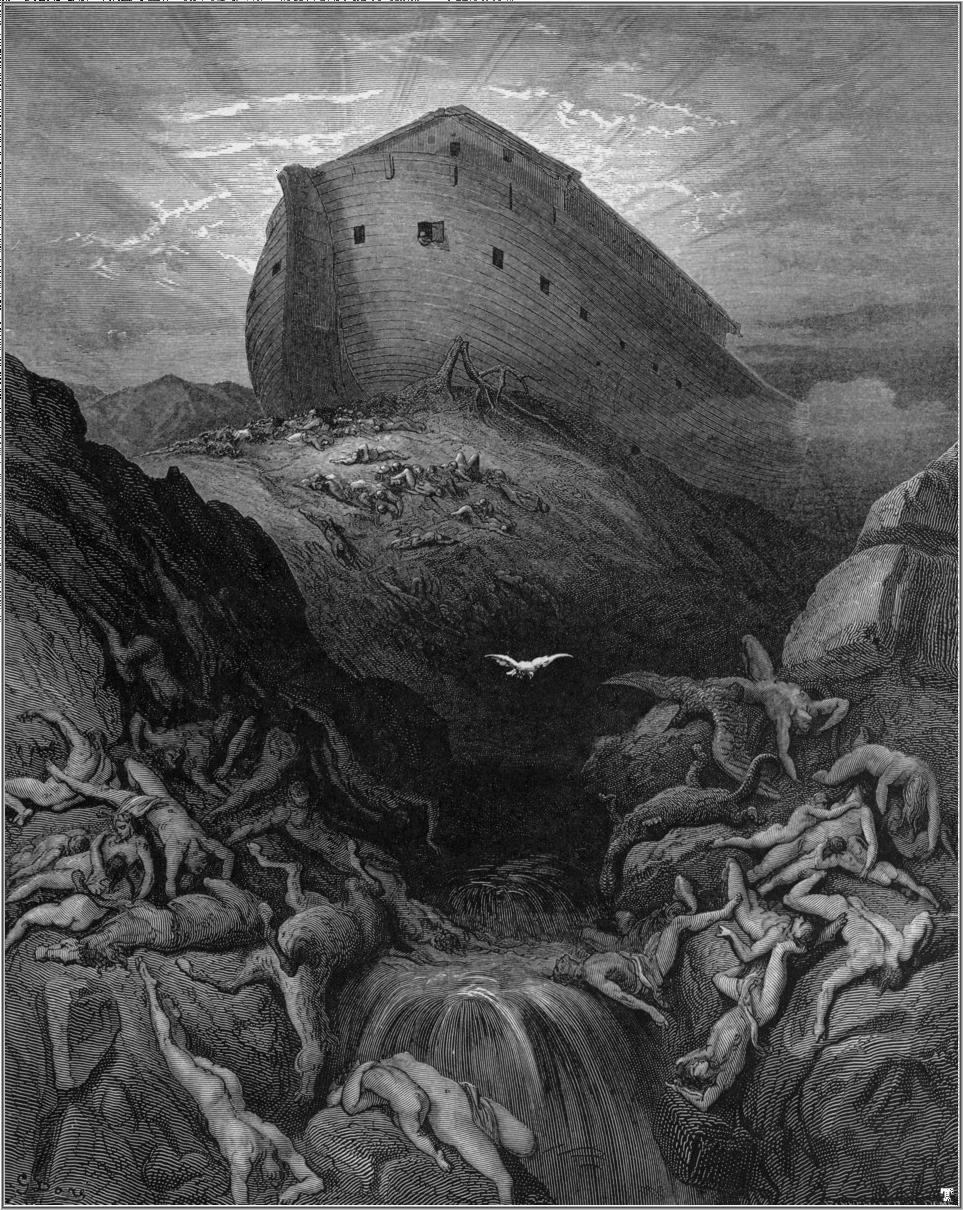
L'Arche biblique, selon Gustave Doré

L'invention du bateau remonte à plusieurs milliers d'années, et correspond au besoin que l'homme a très tôt eu de pouvoir se déplacer sur l'eau, qu'il s'agisse de rivière ou de mer. Les bateaux ont accompagné l’homme dans son évolution. De la barque monoxyle du Mésolithique au puissant porte-avions nucléaire moderne, l'histoire des bateaux accompagne celle de l’Homme.

## Préhistoire

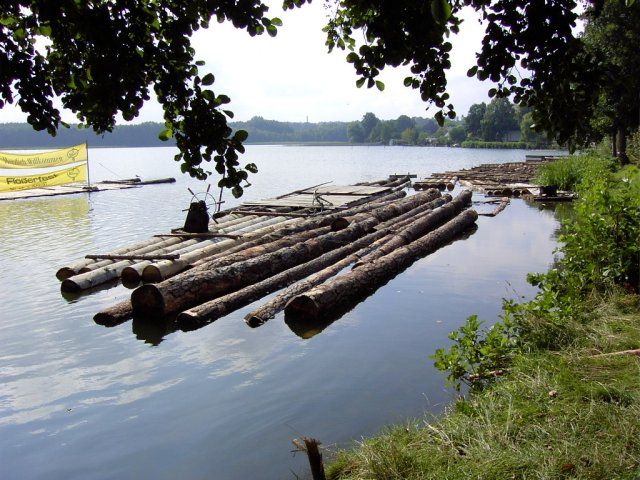
Radeau constitué de troncs d'arbre reliés entre eux.

Les premiers bateaux ont été construits au Néolithique, à partir de troncs d'arbres évidés à l'aide d'outils en pierre (pirogue monoxyle) mais  d'autres types de bateaux (de type skiff) ont été conçus. Il semblerait aussi que des radeaux s'appuyant sur des outres ou des amphores, inspirés pour le transport de ces derniers ou non, émergent au Moyen-Orient : en Mésopotamie, en Égypte ou en Crète selon l'interprétation que l'on fait de certaines gravures,. Ces premiers bateaux ont une fonction simple, qui est de pouvoir se déplacer sur l'eau, essentiellement pour la chasse et la pêche. On a par exemple retrouvé à Noyen-sur-Seine une pirogue monoxyle, fabriquée dans un tronc de pin sylvestre et conservée sur une longueur de plus de 4 mètres, datée du mésolithique (7000 av. J.-C.), et actuellement visible au musée de Nemours. Deux autres pirogues, disposées côte-à-côte et en excellent état, ont également été découvertes en amont de Paris, à Nandy, et sont datées de 7245-6710 av. J.-C. pour la plus ancienne, 7040-6620 av. J.-C. pour l'autre, ce qui en ferait a priori les plus vieux bateaux découverts sur le plan mondial. Des répliques expérimentales de ces pirogues ont été réalisées.  

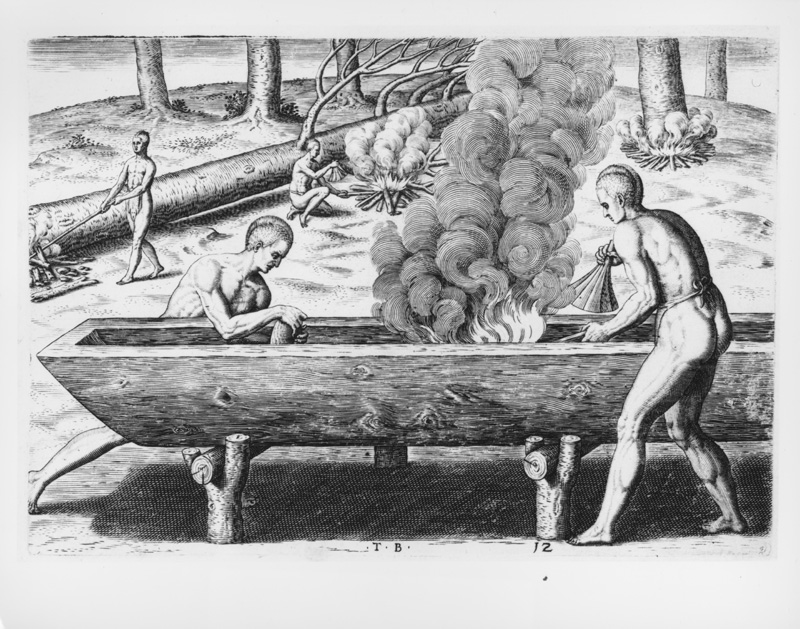
Pirogues monoxyles amérindiennes

Mais très vite, l'homme constate que ce moyen de locomotion offre d'immenses possibilités, tant pour la pêche que pour l'exploration, pour faire du commerce aussi bien que pour faire la guerre. Après avoir appris à utiliser une perche en bois qu'il appuie au fond de l'eau pour diriger son embarcation, il apprend vite à fabriquer des perches à extrémité plate, des pagaies, qui, en appui sur l'eau, permettent de se déplacer dans les zones de grande profondeur.
Les plus anciennes pirogues monoxyles découvertes lors de recherches archéologiques sont la plupart du temps taillés dans des arbres résineux, à l'aide de simples outils en pierre. Leur forme, dérivée d'un tronc, est très allongée (jusqu'à plus de 8 m) et étroite (en général de 50 à 60 cm, espace suffisant pour asseoir le navigateur). L'extérieur est en général circulaire, les extrémités sont en cuillère. On trouve sur certaines de premières adaptations destinées à renforcer l'ensemble de l'intérieur. L'équipement se limite à des pagaies ou à une perche, parfois accompagné d'une ancre en pierre.

## Age du bronze

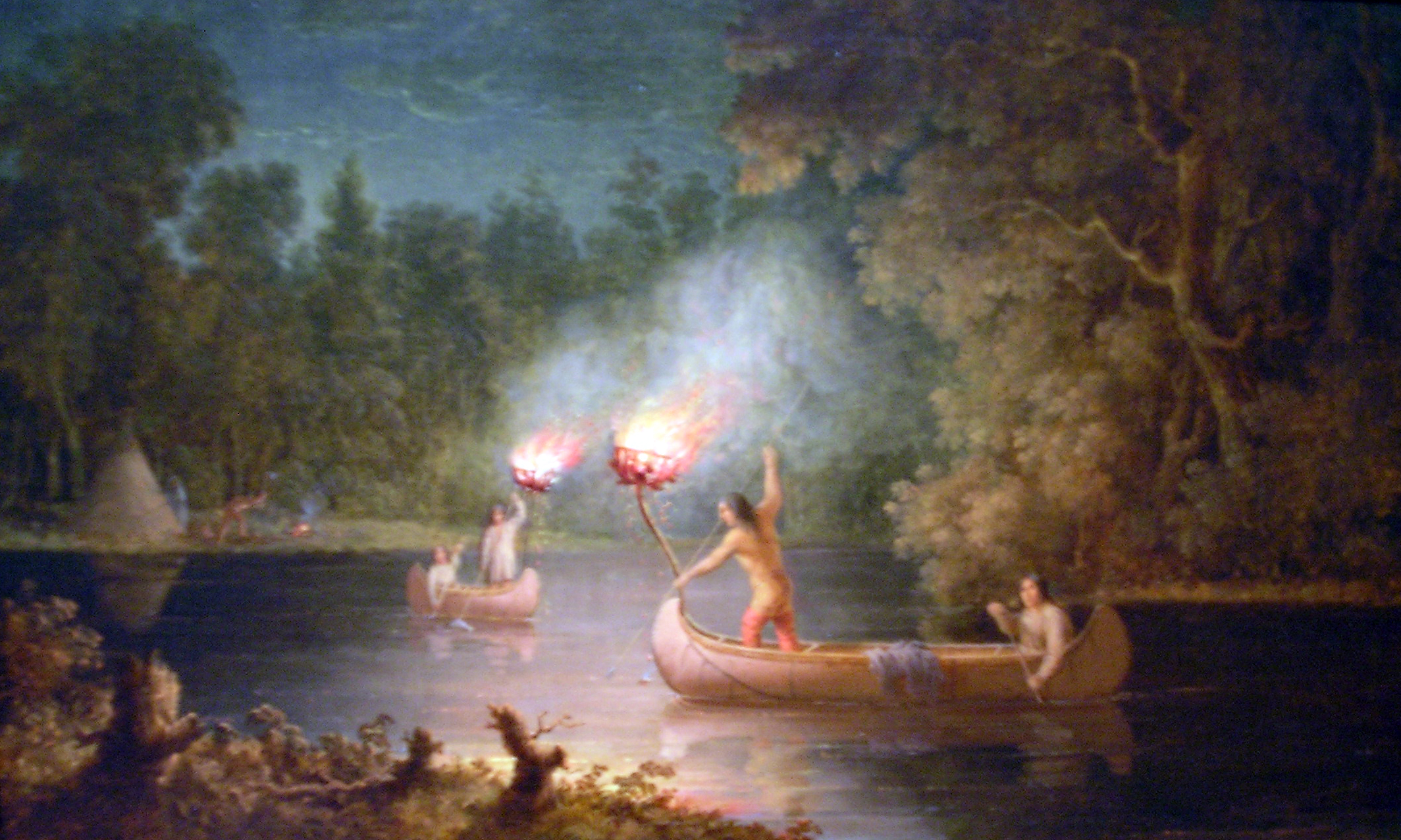
Canoës de natifs américains en pêche nocturne à la torche

Dans les vagues, l'eau a tendance à envahir l'embarcation. Il y a environ 5 000 ans, des constructeurs, tant en Égypte que ceux vivant au bord de la rivière Åmose au Danemark[réf. nécessaire], ils « cousent » sur les flancs de la pirogue une planche portant des trous en position concordante. Ils inventent ainsi le bordage cousu, qui permettra progressivement d'augmenter la taille des embarcations. Ce bordage, en surélevant les bords, protège des entrées d'eau, mais permet du même coup d'augmenter significativement la capacité de charge de l'embarcation. Les autochtones d'Amérique, qui lors de la découverte de l'Amérique par les Européens, en sont technologiquement au stade de l'âge de la pierre, construisent des canoës, structures très légères et maniables, constituées de lames d'écorce de bouleaux cousues sur une charpente en frêne. Le plus ancien bateau cousu de Méditerranée, découvert à Zambratija en 2014, date du XIIe siècle av. J.-C..
De la pirogue monoxyle, il ne reste bientôt que la quille des bateaux, qui perdure encore aujourd'hui dans les constructions en bois.

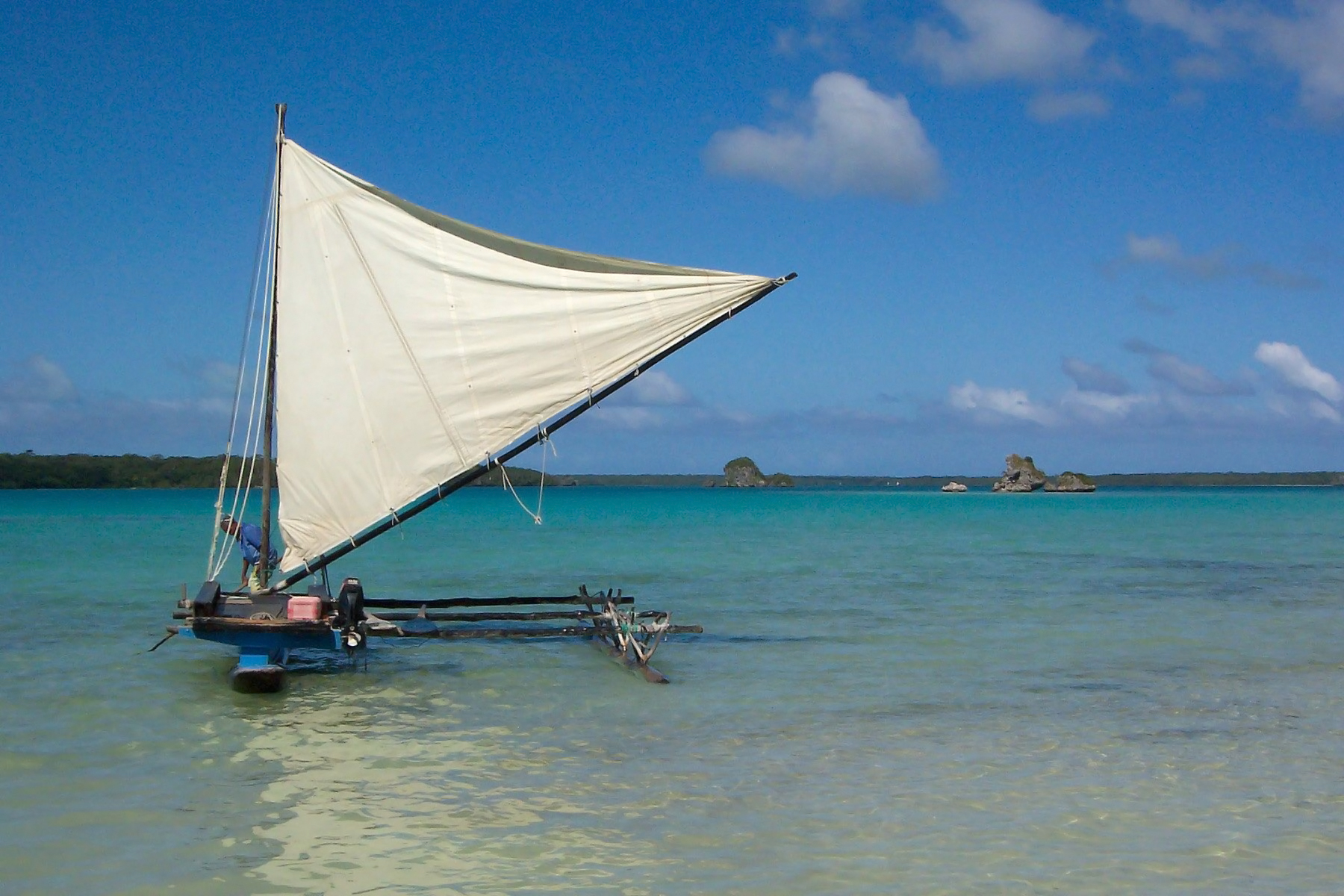
Pirogue de l'île des Pins (Nouvelle-Calédonie)

Parallèlement, les premiers navigateurs constatent qu'en déployant une peau de bête ou une toile végétale tressée, tendue au bout d'une perche plus ou moins verticale fixée au fond de l'embarcation, ils peuvent utiliser la force de propulsion du vent : la voile est née. Les premiers voiliers ne savent utiliser le vent que lorsqu'il vient de l'arrière, dans les autres cas, la rame reste indispensable. Mais les meilleurs navigateurs apprennent vite à domestiquer ce vent indispensable. C'est ainsi, avec de simples pirogues à bordage cousu, et une voile rudimentaire, que débutera le peuplement de l'Océanie il y a 3000 ans, les austronésiens, navigateurs expérimentés, parcourant déjà des milliers de kilomètres en plein océan sur des pirogues pouvant embarquer jusqu’à une cinquantaine de passagers.

## Antiquité

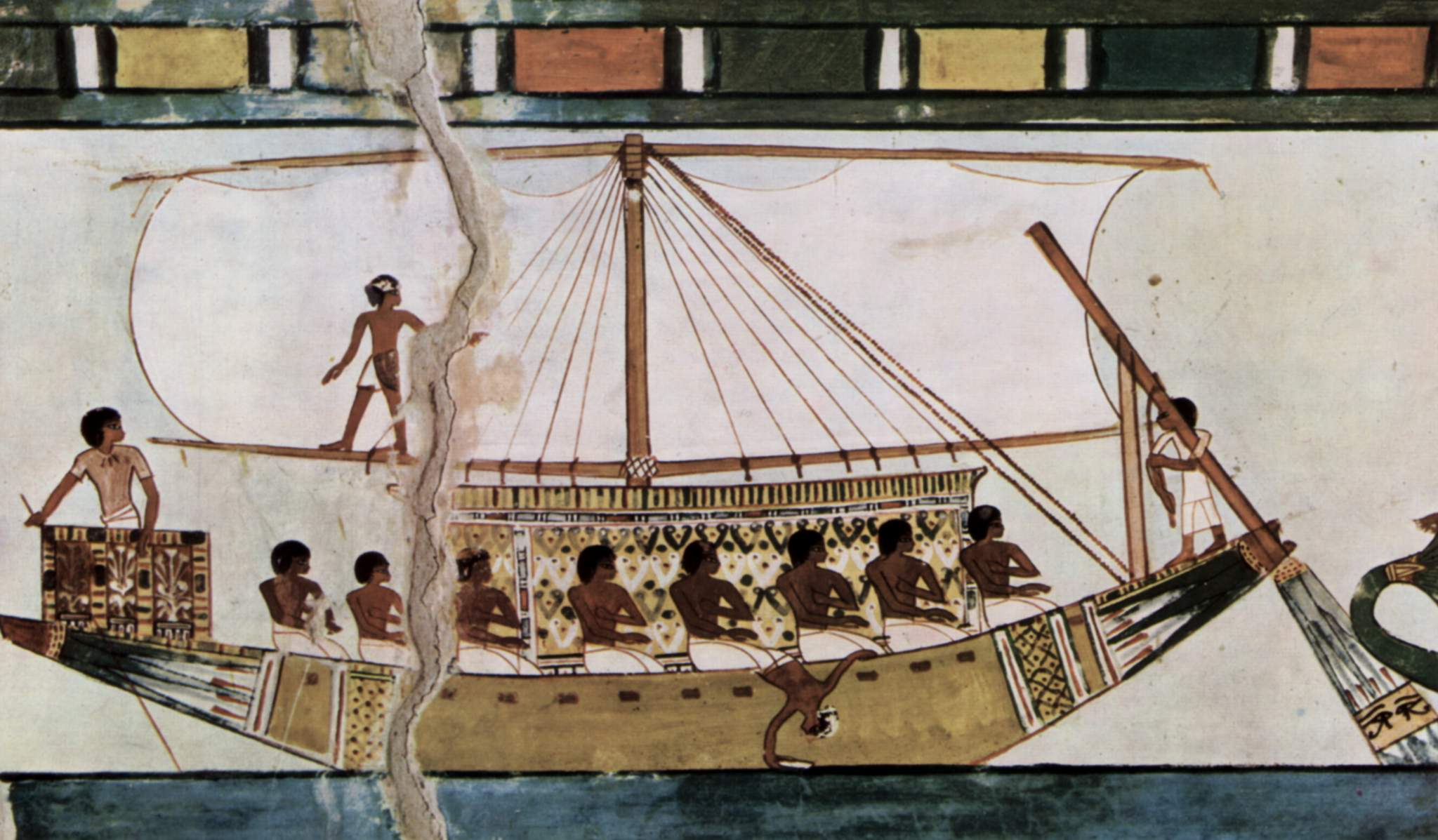
Voyage vers Abydos - Tombeau de Menna.

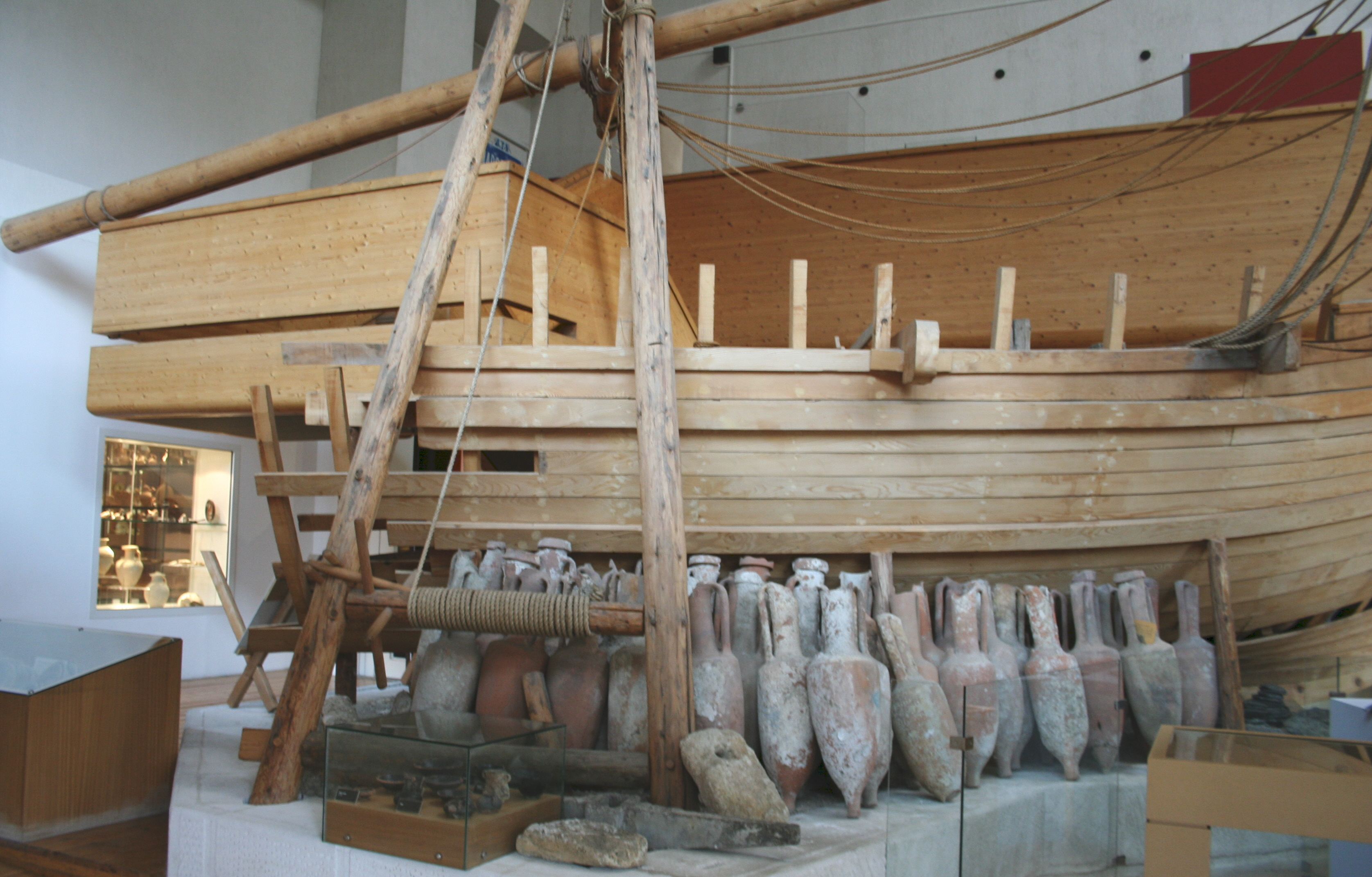
Reconstitution d'un bateau romain.

Les Égyptiens, il y a 5 000 ans, ont déjà une parfaite maîtrise de la construction des voiliers, dont on a retrouvé un exemplaire remarquable, la célèbre barque solaire, devant la pyramide de Gyzeh. La barque, en bois de cèdre, à bordage cousu, mesure 43,5 m de long, sa proue s'élève à 5 m et sa poupe à 7 m. Si cette barque est un outil de culte funéraire, il est évident qu'elle a été construite par simple copie des techniques alors maîtrisées par les égyptiens. Selon les dernières études réalisées, il semble très probable que ce voilier ait été théoriquement capable de remonter au vent, et de naviguer en haute mer, mais la démonstration grandeur nature reste à faire. Les Égyptiens savent déjà à l'évidence naviguer autant sur le Nil qu'en mer. Le pharaon Sésostris III (1878 av. J.-C. - 1839 av. J.-C.) fait creuser un canal dirigé d'ouest en est à travers le Wadi Tumilat, ancêtre du canal de Suez, faisant se joindre le Nil et la mer Rouge. D'après Hérodote, les Égyptiens réalisent vers 600 avant notre ère une première circumnavigation de l'Afrique.

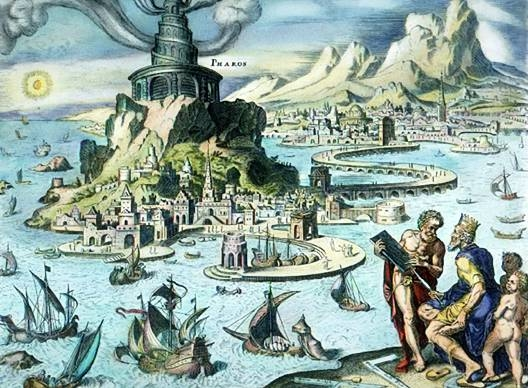
Gravure de Martin Heemskerck représentant le Phare d'Alexandrie.

S'inspirant des techniques égyptiennes, les Phéniciens et les Grecs achèvent progressivement de maîtriser la navigation en mer à bord des trières, explorent puis colonisent toute la Méditerranée à bord de leurs navires.  Ptolémée Ier fait construire pour guider les marins le Phare d'Alexandrie. Mais la plupart du temps, ceux-ci font du cabotage, et ne s'aventurent que rarement hors de vue des côtes. Leurs navires ont principalement une fonction de commerce et de transport de personnes, bien qu'ils ne dédaignent pas les utiliser parfois pour faire la guerre. Mais le navire reste alors un simple moyen de transport, permettant éventuellement l'utilisation d'armes de jet pour affaiblir l'adversaire avant l'abordage du navire ennemi.
Vers 340 av. J.-C., un scientifique et explorateur grec de Massalia, Pythéas, franchit à bord de son navire les colonnes d'Hercule (détroit de Gibraltar), remonte les côtes de la Gaule, accoste en Bretagne (l'actuelle Angleterre), passe les Orcades et, poussant plus au nord, atteint un pays nommé Thulé qu'il ne peut dépasser, bloqué par la banquise. Pythéas rapporte de son voyage la preuve de la rotondité de la terre, ce que la majorité des astronomes de l'époque supputent. Ses mesures de latitude, à l'aide d'un gnomon, sont d'une précision étonnante pour l'époque. Aristote l'a démontré indirectement à la fin du VIe siècle av. J.-C. par le calcul, Pythéas le confirme par un relevé des positions stellaires, et par la mesure des durées diurnes et nocturnes. 

### Flotte vénète
Selon Jules César, les navires vénètes étaient supérieurs à ceux des Romains : leurs carènes étaient plus plates et étaient donc plus adaptées aux hauts-fonds et aux reflux. Les proues et les poupes étaient très relevées ce qui leur permettait de naviguer plus facilement par gros temps et par tempête. Les bateaux étaient en bois, les ancres étaient retenues par des chaînes et les voiles étaient faites à partir de peaux. En outre, ils étaient plus grands et plus massifs que les navires romains et leurs coques étaient si solides qu’elles résistaient parfaitement à leurs coups d’éperons. Leurs bords étaient également plus hauts, ce qui protégeait les soldats des tirs des Romains, qui eux-mêmes étaient en position vulnérable, enfin ces hauts bords rendaient difficile un abordage de l’ennemi.
Cette description des navires vénètes est la seule description contemporaine à la Guerre des Vénètes qui nous soit parvenue :

« Les vaisseaux des ennemis étaient construits et armés de la manière  suivante : la carène en est un peu plus plate que celle des nôtres, ce qui leur rend moins dangereux les bas-fonds et le reflux ; les proues sont très élevées, les poupes peuvent résister aux plus grandes vagues et aux tempêtes ; les navires sont tout entiers de chêne et peuvent supporter les chocs les plus violents. Les bancs, faits de poutres d'un pied d'épaisseur, sont attachés par des clous en fer de la grosseur d'un pouce ; les ancres sont retenues par des chaînes de fer au lieu de cordages ; des peaux molles et très amincies leur servent de voiles, soit qu'ils manquent de lin ou qu'ils ne sachent pas l'employer, soit encore qu'ils regardent, ce qui est plus vraisemblable, nos voiles comme insuffisantes pour affronter les tempêtes violentes et les vents impétueux de l'Océan, et pour diriger des vaisseaux aussi pesants. Dans l'abordage de ces navires avec les nôtres, ceux-ci ne pouvaient l'emporter que par l'agilité et la vive action des rames ; du reste, les vaisseaux des ennemis étaient bien plus en état de lutter, sur ces mers orageuses, contre la force des tempêtes. Les nôtres ne pouvaient les entamer avec leurs éperons, tant ils étaient solides ; leur hauteur les mettait à l'abri des traits, et, par la même cause, ils redoutaient moins les écueils. Ajoutons que, lorsqu'ils sont surpris par un vent violent, ils soutiennent sans peine la tourmente et s'arrêtent sans crainte sur les hauts-fonds, et, qu'au moment du reflux, ils ne redoutent ni les rochers ni les brisants ; circonstances qui étaient toutes à craindre pour nos vaisseaux. »

— Jules César, Commentaires sur la Guerre des Gaules, III, 13.

Essai de reconstitution d'un navire vénète
Essai de reconstitution d'un navire vénète à deux mâts

## Moyen Âge
Vers la fin de l’Antiquité et le début du haut Moyen Âge, s’effectue au cours d’un processus complexe une révolution technique importante : le principe de « construction  sur bordé », qui était déjà utilisé pour les bateaux cousus de l'époque archaïque, est remplacé par le principe de construction « sur membrure » ou « sur squelette » qui reste appliqué jusqu’à aujourd’hui.
Jusqu'à la Renaissance, à part quelques exceptions, les bateaux, qu'ils soient à rame ou à voile, vont conserver cette caractéristique polyvalente. Les Vikings, comme en témoigne la tapisserie de Bayeux, utilisent le même navire, un knörr mi-rameur mi-voilier, pour explorer l'Amérique du Nord, commercer dans la mer Baltique ou envahir la Normandie et remonter la Seine jusqu'aux portes de Paris.

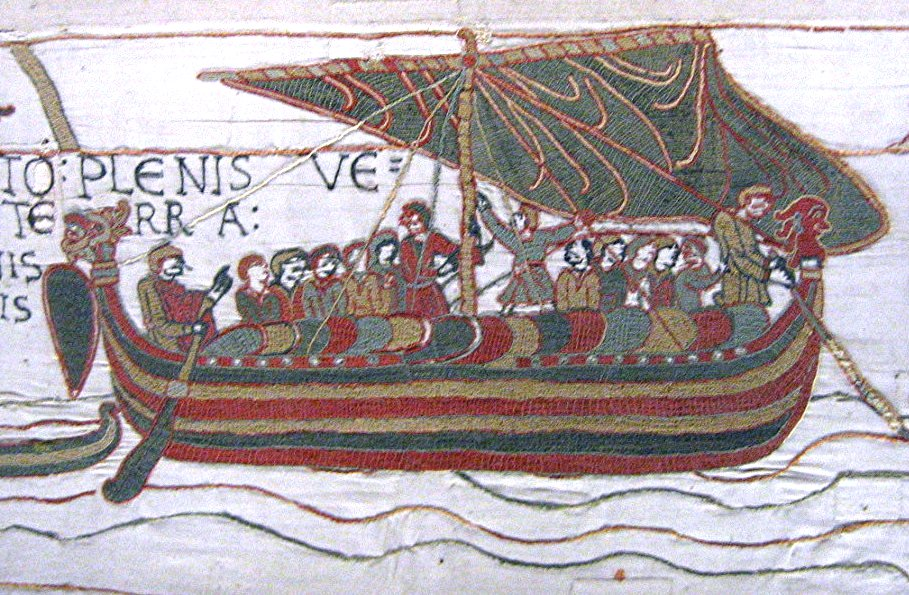
Fragment de la tapisserie de Bayeux montrant un bateau scandinave du XIe siècle

Comme on peut le constater en comparant les bateaux égyptiens (image ci-dessus) et les bateaux viking ou les dromons byzantins (images ci-contre), il n'y a quasiment aucune évolution technique des bateaux sur cette période de 600 ans. La technologie de la navigation, jusqu'à la Renaissance, reste primitive, basée sur les acquis techniques des civilisations méditerranéennes de l'Antiquité.
L'absence d'avancée technique notable n'empêche pas certaines civilisations de prospérer grâce à leur maîtrise de la navigation, comme les républiques maritimes de Gênes et de Venise, ou encore la Marine byzantine. Mehmed pacha Sokolović, grand vizir de Soliman le Magnifique, afin d'aider à l'expansion de l'Empire ottoman, entame des travaux de restauration du canal de suez, mais ne peut les mener à terme.
On sait aujourd'hui, grâce au site de l'Anse aux Meadows que les Vikings sont allés très tôt jusqu'au continent américain. L'établissement fondé plus de 500 ans avant Christophe Colomb abrite les plus anciennes traces de la présence européenne en Amérique du Nord. On pense qu'il pourrait s'agir de la colonie quasi légendaire de « Vinland » fondée par l'explorateur Leif Ericson aux alentours de l'an mil.

## Les inventions décisives
Nombre d'inventions ont permis de faire évoluer les bateaux. Mais quelques-unes ont été décisives, permettant un bond technologique offrant de nouvelles perspectives dans les capacités des bateaux, et motivant par effet d'entraînement de nombreuses autres améliorations. Pouvoir mieux naviguer incite à la témérité, qui impose d'améliorer la structure globale des bateaux.

### La boussole

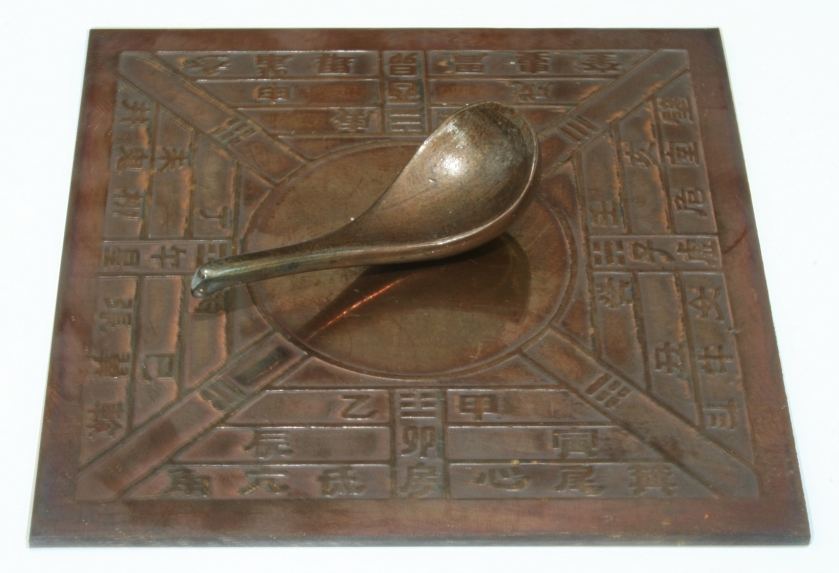
Boussole chinoise Si Nan de la dynastie Han

La cuillère pivote, pointant son manche vers le sud. Il ne reste qu'à appliquer les règles du feng shui, la géomancie chinoise, pour déterminer l'orientation la meilleure pour la tombe ou le palais. L'invention de la boussole ne doit rien au désir d'explorer, elle a été conçue par les devins taoïstes afin d'inscrire harmonieusement les constructions humaines au sein d'une nature parcourue de courants telluriques.
Avant l'introduction de la boussole, la navigation en mer se fait principalement par la navigation célestielle (le terme « célestiel » faisant référence à l'approche divine de l'astronomie). Les difficultés surgissent quand les conditions atmosphériques ne permettent pas de voir le soleil ou les étoiles.
Les Arabes peuvent généralement compter sur un ciel clair pour naviguer dans le golfe Persique et l'océan Indien. Les marins en mer Baltique font une utilisation étendue des sondages. Dans le bassin méditerranéen, cependant, depuis l'antiquité, les voyages en mer ne se font pas entre octobre et avril, du fait de l'absence de ciel clair pendant l'hiver méditerranéen.
Joseph Needham, dans La Science chinoise et l’Occident, considère que les Chinois connaissent déjà la pierre magnétique deux siècles av. J.-C.. L'aiguille aimantée est mentionnée dès le IIe siècle av. J.-C. dans le Huai Nan Wan Pi Shu. Elle entre en usage en Chine au VIe voire au IVe siècle. Il est probable qu’elle supplante la magnétite à l'époque des dynasties Sui ou Tang (VIIe et VIIIe siècles) ; son usage entraîne aussi la découverte de la déclinaison magnétique, sans doute au IXe siècle.
En Chine, en 1040, le Wu Jing Zong-yao (Précis de technologie militaire) de Zeng Gongliang parle d'un « poisson indiquant le sud », mince feuille de fer aimantée en la chauffant puis en la laissant refroidir tout en l'orientant selon le champ magnétique terrestre. Shen Gua donne dans son Meng Qi Bi Tan (écrits de l'étang aux rêves), rédigé vers 1080, la première description précise qui soit de l'aiguille aimantée et mentionne clairement le phénomène de la déclinaison magnétique.

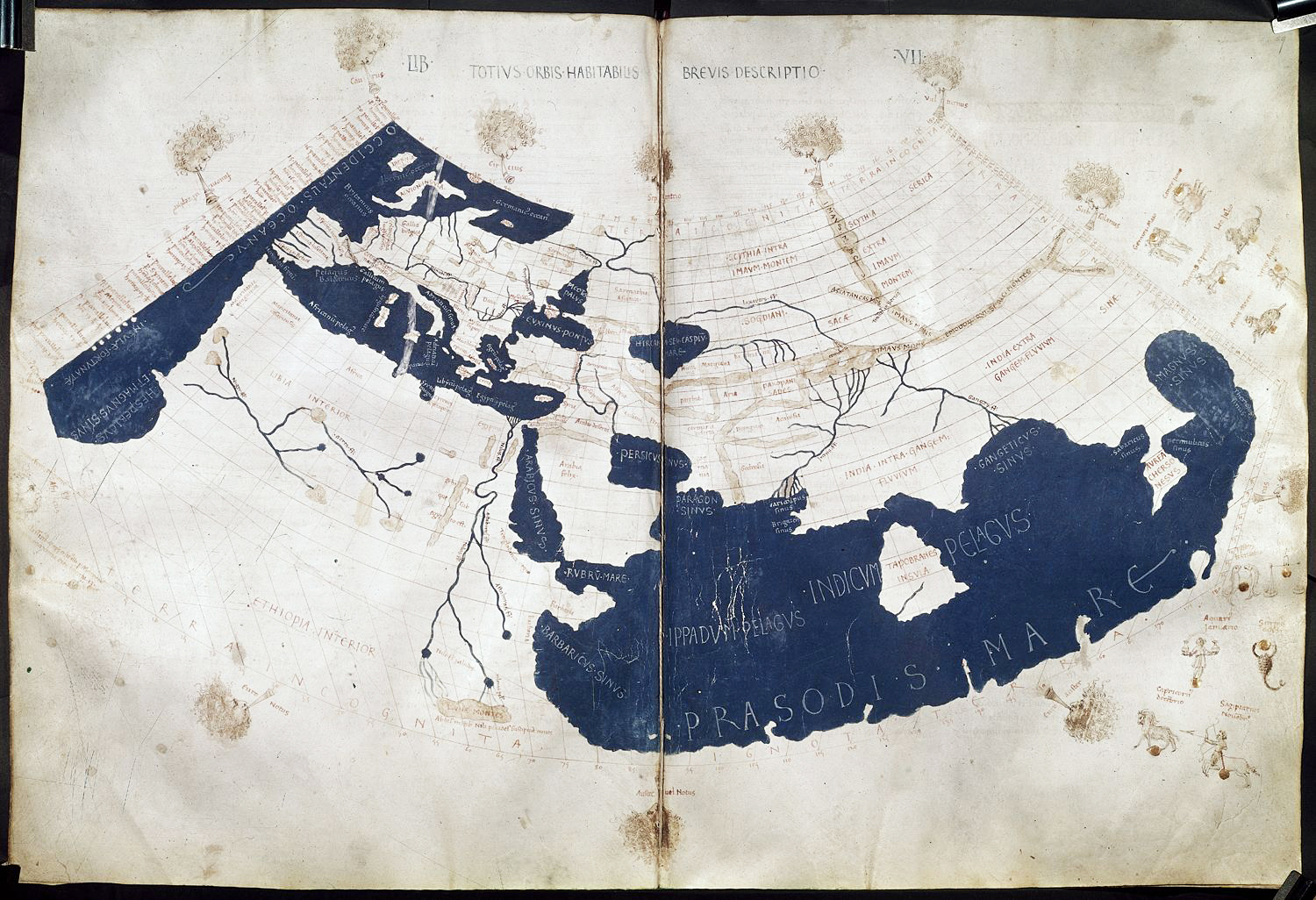
Carte du monde selon la Geographia de Ptolémée (vers 150). La Chine est sur le bord droit, le nord est parfaitement positionné.

Cet instrument fantastique ne peut passer inaperçu. Les historiens considèrent généralement que c’est en 751, lorsque les troupes chinoises des Tang furent battues par les Arabes au sud du lac salé Balkhach dans le Kazakhstan, que la Boussole se transmet vers l’Occident, via les Arabes qui la récupèrent. Ceux-ci, quelques siècles plus tard, la révèlent peut-être aux Européens du Moyen Âge, durant les croisades du XIIe siècle. Une première certitude, l’Italien Flavio Gioja, de la république maritime d’Amalfi, se vante d’avoir inventé une Lapis polaris magnes, une gravure de Jan van des Straet datée de 1570 l'atteste. François Rabelais, au Quart Livre (1552), évoque également l'invention qui permet désormais la navigation au long cours et la découverte des Nouveaux Mondes, l’emblème même de cette œuvre : la boussole.
Globalement, il y a une longue et lente évolution en Chine, suivie d'une apparition soudaine et d'une évolution plus rapide en Occident. Pour le moment, rien ne permet de savoir si la transmission s'est produite dans un contexte maritime ou par une route terrestre, par des astronomes et des géographes utilisant la boussole pour déterminer le méridien. Mais au XVIIe siècle encore, les aiguilles des boussoles dont se servent les topographes européens indiquent le sud, comme les boussoles chinoises.
Le mot boussole vient de l'italien bussola (petite boîte). En navigation maritime, équipée d'une ligne de foi (repère parallèle à l'axe du navire donnant la direction suivie), elle est appelée compas. L'instrument est ensuite amélioré en compas magnétique. Il garde les caractéristiques d'une boussole, dotée d'une aiguille aimantée sur une rose montée, et inclut un système à cardan pour compenser les effets de tangage et de roulis du navire. Le compas magnétique indique le nord dit nord compas, c'est-à-dire le nord magnétique (nord géographique affecté de la déclinaison) affecté de l'effet du champ propre dû au navire appelé déviation.

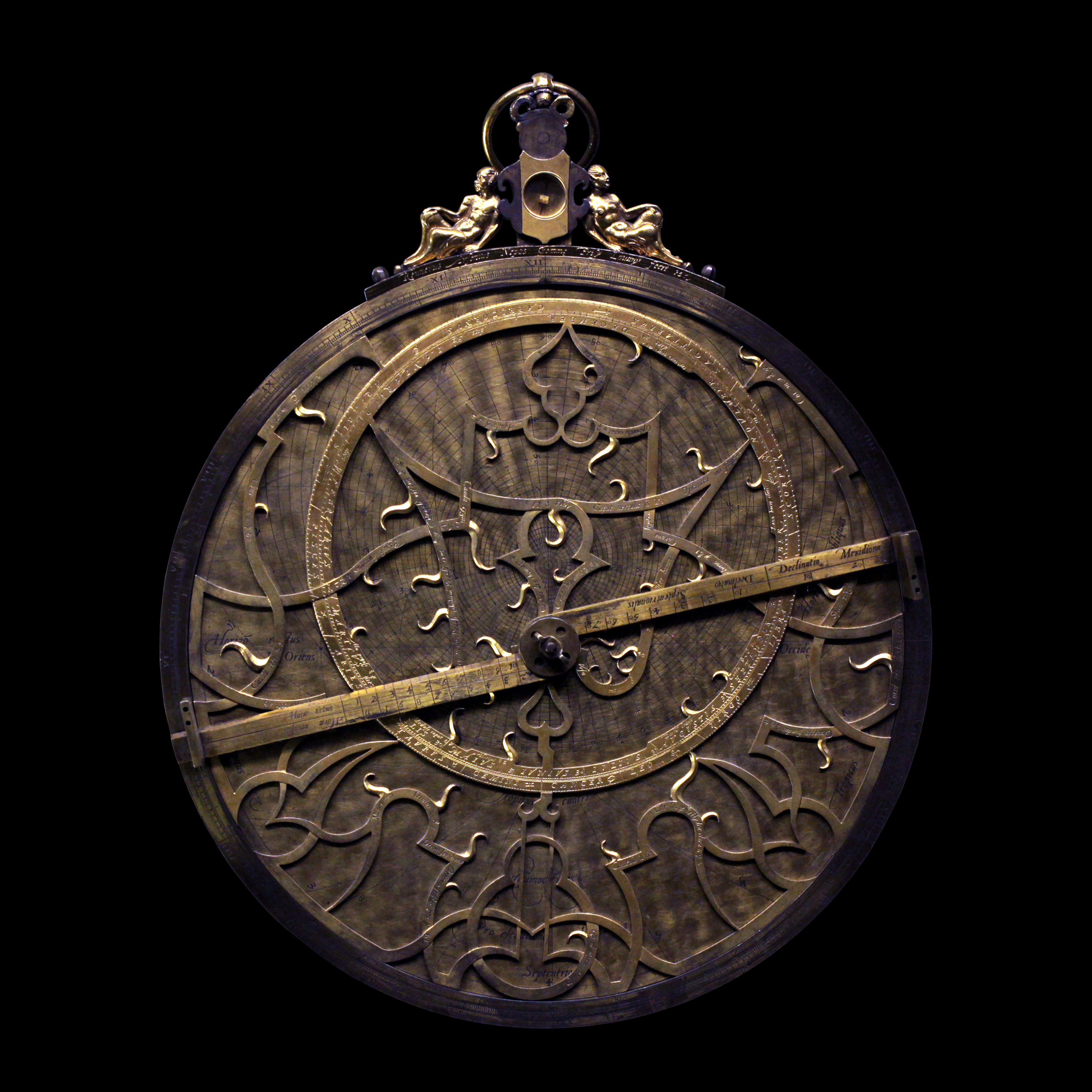
Astrolabe du XVIe siècle.

L'astrolabe, utilisé en voyage, permet d'ajuster la représentation du ciel local en fonction de la latitude du lieu. L'utilisation de l'instrument, en conjonction avec la boussole, permet de grands progrès dans la capacité des navigateurs à se repérer en mer.
L'astrolabe a probablement été inventé vers le IIe siècle av. J.-C. par Hipparque et amélioré dans le monde islamique, avant d'atteindre l'Europe vers 970, par l'intermédiaire du moine Gerbert d'Aurillac, qui le ramène d'Espagne, d'où il rapporte nombre de connaissances scientifiques transmises par les Arabes. L'auteur anglais Geoffrey Chaucer (v.1343–1400) écrit un traité sur l'astrolabe pour son fils.
Au XVe siècle, le fabricant français d'instruments Jean Fusoris (v.1365–1436) commence à les vendre.
On pourra mentionner parallèlement la machine d'Anticythère, qu'on pense être un mécanisme permettant de calculer la position de certains astres, tels que le Soleil et la Lune. Mais cette machine, datée du Ier siècle av. J.-C., et découverte en Crète en 1900, n'a pas encore dévoilé en 2006 tous ses secrets. La complexité de sa mécanique laisse perplexes historiens comme scientifiques, tant elle semble être en avance sur son temps.

### Le gouvernail

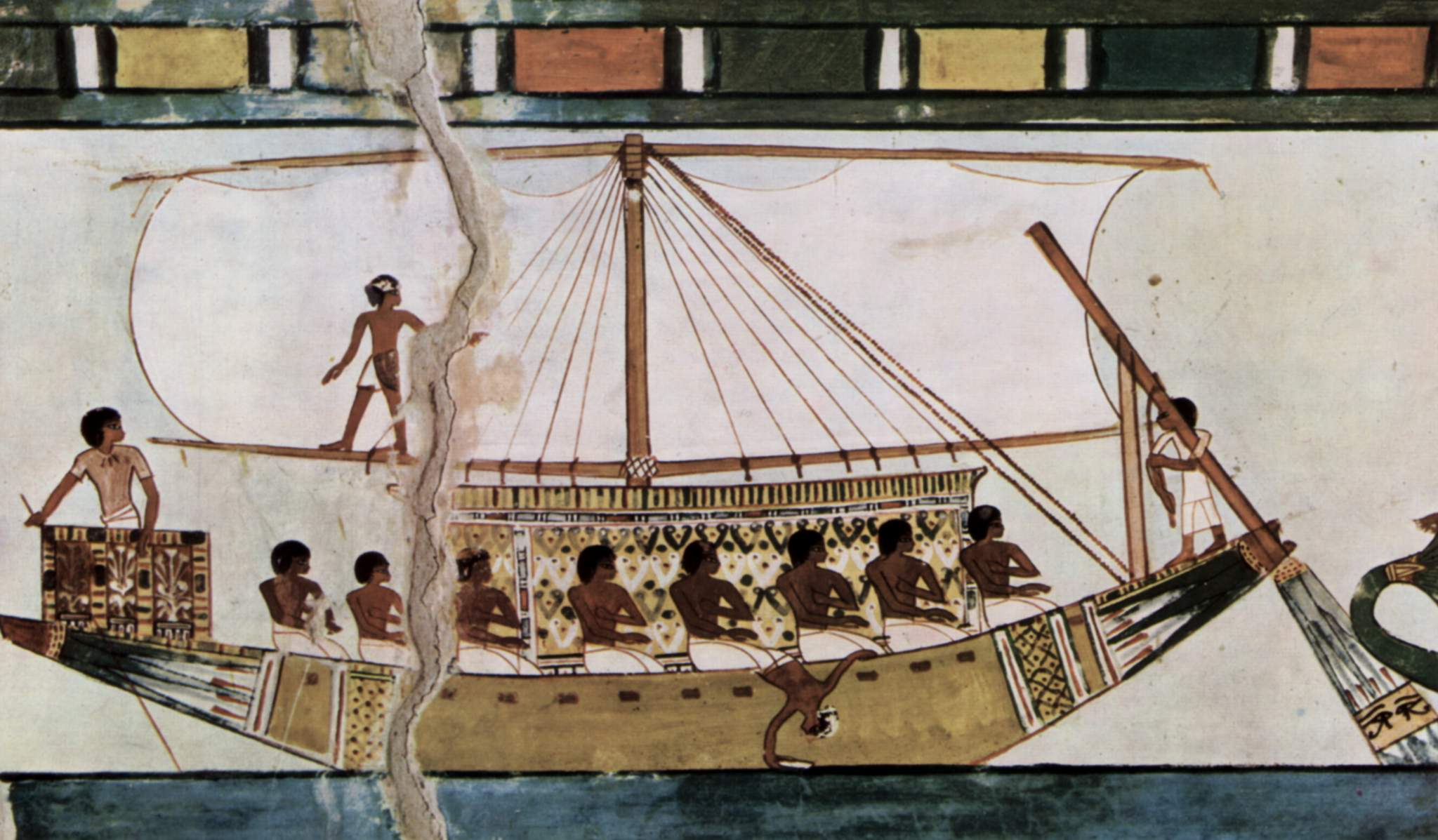
Voyage vers Abydos - (Tombeau de Menna)

L'existence du gouvernail est attestée en chine, selon Joseph Needham, toujours dans La Science chinoise et l’Occident, dès le Ier siècle avant notre ère alors qu'en Occident les premières traces de son utilisation ne remontent pas au-delà du XIIe siècle de notre ère.
Il y a 5 000 ans, les Égyptiens manœuvrent leurs barques à l'aide de rames retenues par la seule force humaine, comme l'attestent la barque solaire, ou encore les gravures du Moyen Empire il y a 4 000 ans. Certaines peintures, comme celle du tombeau de Menna, laissent toutefois clairement penser que la rame, surdimensionnée, est fixée à la quille. Mais on peut difficilement encore parler de gouvernail à proprement parler.
Au début du Ve siècle avant notre ère, la flotte athénienne n'est presque encore équipée que de pentécontères et de triacontères, mais la guerre qu'elle mène contre le danger perse lui impose de moderniser ses navires. En -482 Thémistocle lance un vaste programme afin de renouveler la flotte, ces navires ne sont pontés qu'un demi-siècle plus tard. La trière grecque est progressivement équipée d'une ébauche de gouvernail, sorte d'aviron à la forme différente, de faible efficacité en mer, les rameurs restant la principale force de manœuvre. Selon Polyen et au moins par mauvais temps, la trière est équipée de deux gouvernails, le second placé vers la proue.
Le gouvernail d'étambot arrive en Europe à la fin du 1er millénaire, là encore via les Arabes. D'abord manœuvré à la main avec une simple barre, il se voit rapidement assisté par un jeu de poulies et de cordages afin de démultiplier la force du barreur, puis sur les plus gros navires par une « manuelle », système de démultiplication mécanique à levier de l'effort sur la barre. Ce n'est que dans le courant du XVIIIe siècle qu'apparaîtra sur les plus gros vaisseaux la barre à roue avec son tambour, et les thoniers dundee de la première moitié du XXe siècle utilisent encore une simple barre de gouvernail.

## Renaissance

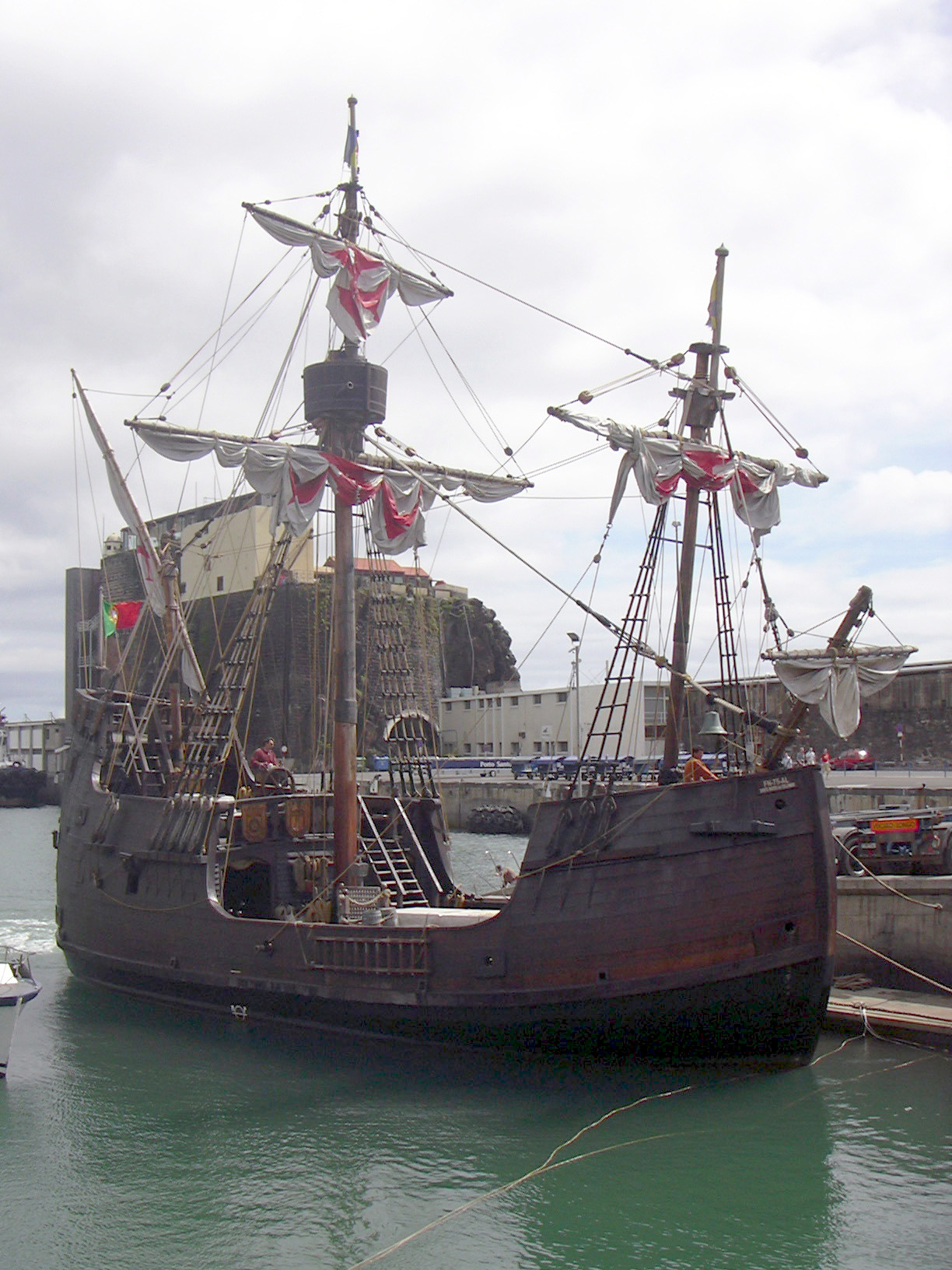
La caraque Santa Maria de Christophe Colomb

La prise de possession de ces découvertes par les européens, simultanément avec le début d'une nouvelle ère de prospérité politique, enclenche un processus d'amélioration continue de la technologie des bateaux.
Vers la fin du XIVe siècle, des navires comme les cogues commencent à être systématiquement équipés de tours installées sur le pont, à la proue et à la poupe. Ces tours permettent d'augmenter la distance de tir en donnant l'avantage de la hauteur en particulier aux archers, et permettent aussi de provoquer des dégâts importants sur les navires adverses avant de passer à l'abordage. Mais ces navires restent polyvalents, et servent autant au commerce et à la guerre qu'à l'exploration. 
Ces tours rendent le navire instable, et au XVe siècle, les caraques et les caravelles, qui ont supplanté les cogues, abandonnent la fonction militaire qui est confiée à des navires beaucoup plus stables et mieux préparés à cette mission. Les tours sont progressivement remplacées par des châteaux installés à la proue et à la poupe, comme sur la Santa Maria de Christophe Colomb, faisant partie intégrante du navire. 
Surtout, une invention va révolutionner la marine. L'invention (ou la redécouverte) du bordage à franc-bord permet une autre innovation beaucoup plus décisive, celle du sabord, et de l'artillerie qui y est associée. Le bordage à franc-bord existe pourtant depuis l’Antiquité, et est utilisé sur les trières par les grecs qui le montent à l'aide de tenons et de mortaises. Mais le bordage à clin (les virures se chevauchent les unes les autres, comme un toit de tuiles) lui est longtemps préféré, pour des raisons d’étanchéité. Le calfatage efficace des virures permet de redécouvrir les vertus du franc-bord. Ce bordage robuste et étanche, solidement fixé à la membrure de la charpente du bateau par des clous en fer et des gournables en bois, permet d'envisager d'y créer des ouvertures obstruables, sans fragiliser l'ensemble.

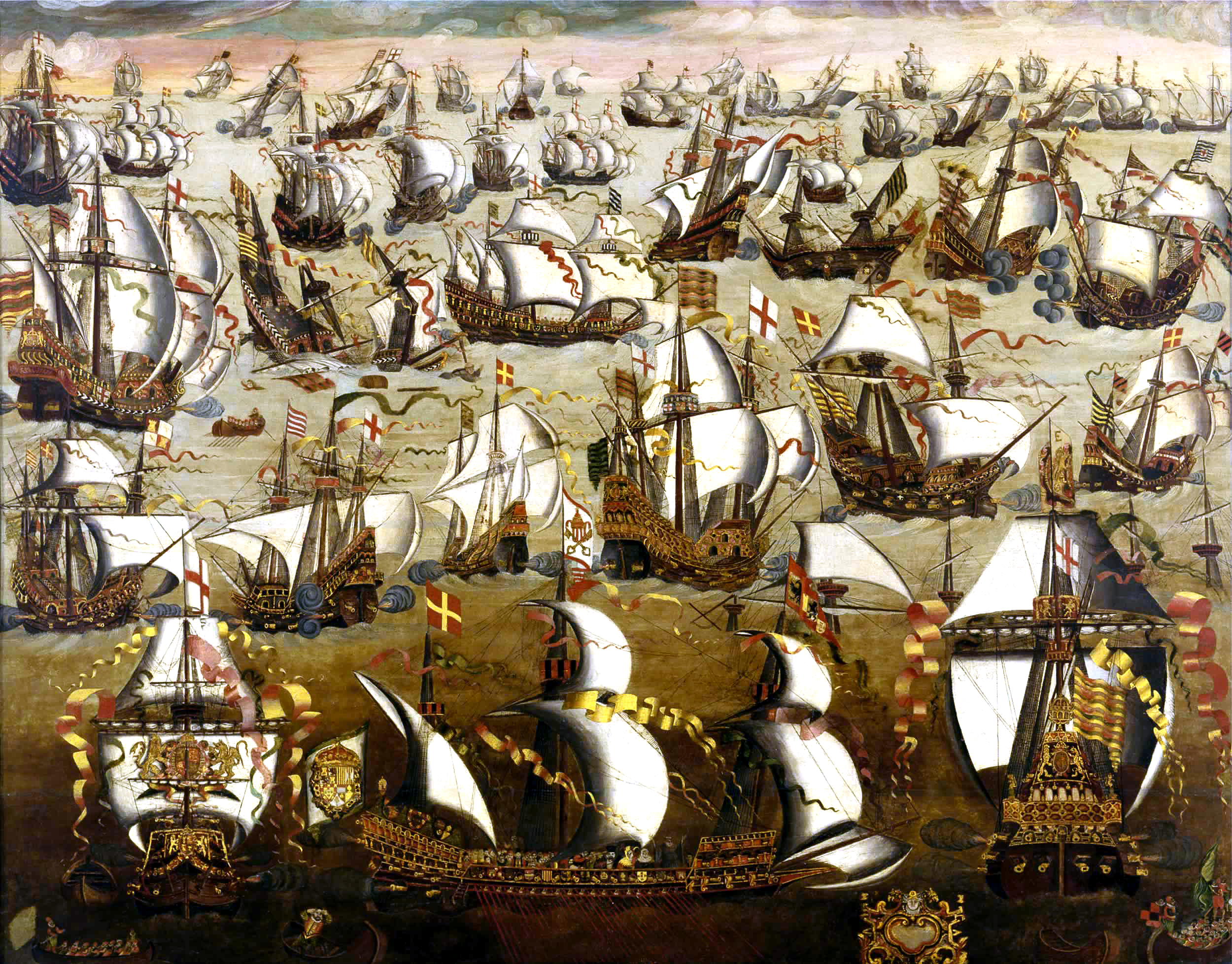
L'Invincible Armada espagnole, au départ de Ferrol

Au XVIe siècle, l'usage du franc-bord et des sabords se généralise sur les galions, qui, bien que mieux adaptés aux missions militaires, conservent encore un usage polyvalent. Ces sabords incitent à une autre innovation, celle des ponts multiples, qui permettent d'augmenter le nombre de sabords et donc la puissance de feu. Le combat au canon impose de se doter de navires plus rapides, plus faciles à manœuvrer. Les Anglais modifient leurs navires en conséquence, et font la preuve de l'efficacité de leur doctrine. En 1588, ils vainquent l'Invincible Armada, flotte d'invasion armée par Philippe II d'Espagne pour conquérir l'Angleterre. Abandonnant l'idée d'abordage systématique, ils concentrent leurs efforts sur la puissance de feu et la formation des canonniers, afin d'anéantir la flotte ennemie. La marine de guerre est née.
Parallèlement à la spécialisation militaire, on constate entre l’Antiquité et la Renaissance une différenciation de plus en plus nette entre marine de pêche et marine commerciale. La pêche reste, et restera jusqu'à la fin du XIXe siècle, une activité essentiellement côtière, de cabotage, pratiquée par des individus ayant par ailleurs peu de moyens financiers, donc utilisant des bateaux de petite taille. Le commerce maritime, lui, connait un essor progressif qui pousse à l'emploi de grands navires, tels que les gabares, affrétés par des compagnies maritimes aux moyens financiers importants. Cette activité de commerce reste également associée, en Europe du moins, à l'activité exploratoire, qui s'autofinance par les retombées commerciales de l'exploration.

## XVIIesiècleetXVIIIesiècle

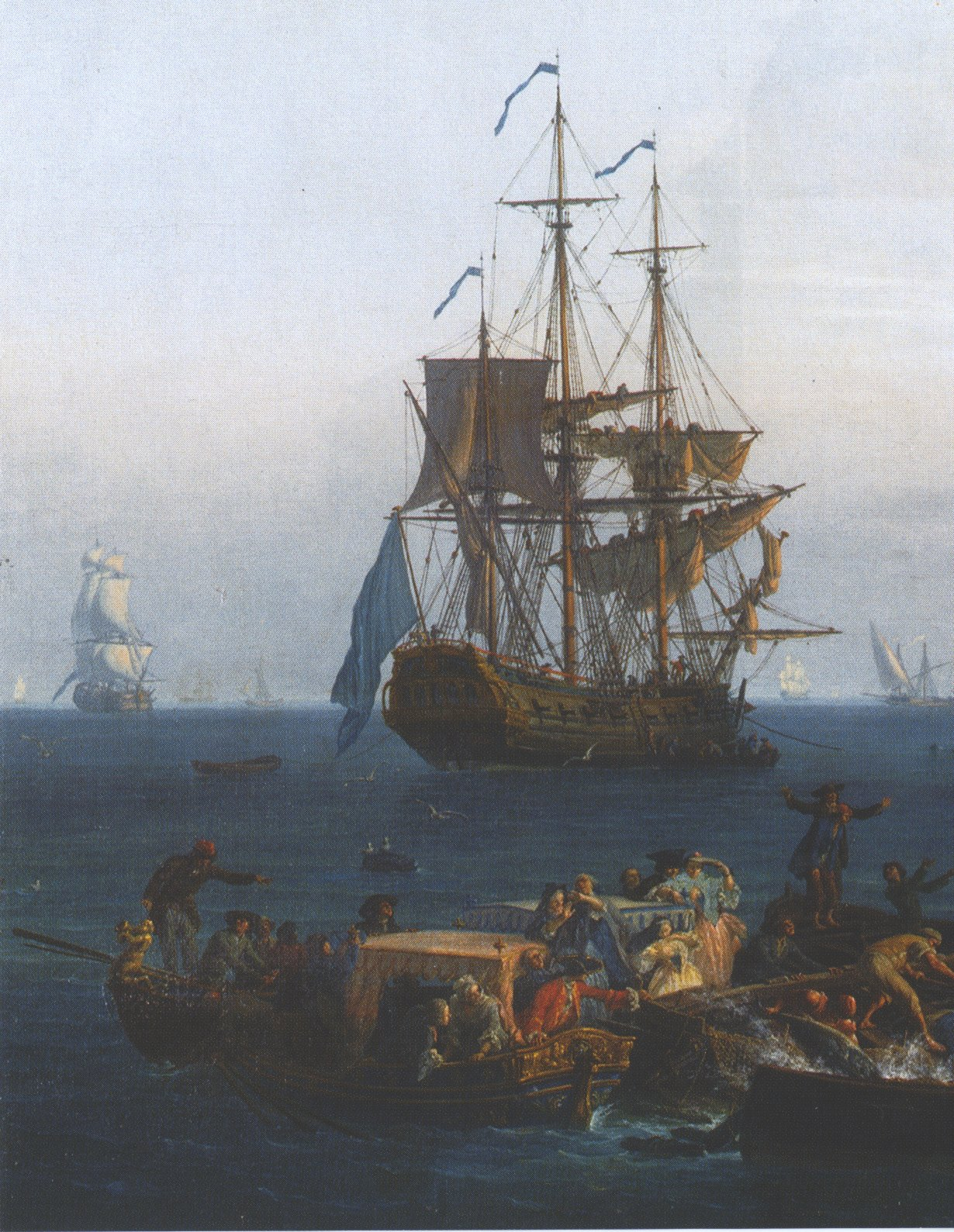
Joseph Vernet - 1755

Au début du XVIIe siècle, le Royaume d'Angleterre compte environ 150 vaisseaux de guerre armant de 30 à 100 canons. À la fin de ce siècle, sous le règne de Louis XIV et l'impulsion de Colbert, la France rattrape son retard et compte une centaine de vaisseaux de guerre actifs, et à la mort de Louis XIV, la Royale en a fait construire 381.
Lors de la première moitié du XVIIIe siècle, la marine française met au point progressivement un nouveau type de navire de ligne du second rang, portant soixante-quatorze canons, dont le premier représentant est le Bourbon. Un grand nombre d'exemplaires est construit, variant pour les dimensions et quelque peu pour la disposition de l'armement.
Un certain nombre d'exemplaires sont capturés, en particulier par la Royal Navy, qui après les avoir utilisés, entreprend de construire des modèles similaires. Finalement, ce type de navire devient vite l'ossature de toutes les flottes de combat européennes.
À la sortie de la guerre de Sept Ans, sa flotte décimée, la France lance un nouveau programme de constructions navales. Sous l'impulsion du chevalier Jean-Charles de Borda, assisté par l'ingénieur naval Jacques-Noël Sané, les types de bâtiments sont normalisés, grâce à l'établissement de plans à l'échelle 1/48, et les pièces, en particulier la mâture, sont standardisées. Le plan du vaisseau de 74 canons est dressé pour la construction du vaisseau Téméraire, qui devient ainsi le chef de file d'une longue série, suivie de la classe Tonnant, navires de ligne à quatre-vingt canons. Ces vaisseaux de 56 mètres de long nécessitent chacun 2800 chênes centenaires pour leur construction, ainsi que 40 km de cordage. Ils emportent un équipage de près de 800 marins et soldats.
La création préalable quasi systématique de modèles au 1/48e permet aujourd'hui d'admirer dans les musées nationaux des grandes nations maritimes ces bateaux richement décorés, qui représentent le sommet dans l'art de la marine à voile.

## Asie

### Asie de l'Est

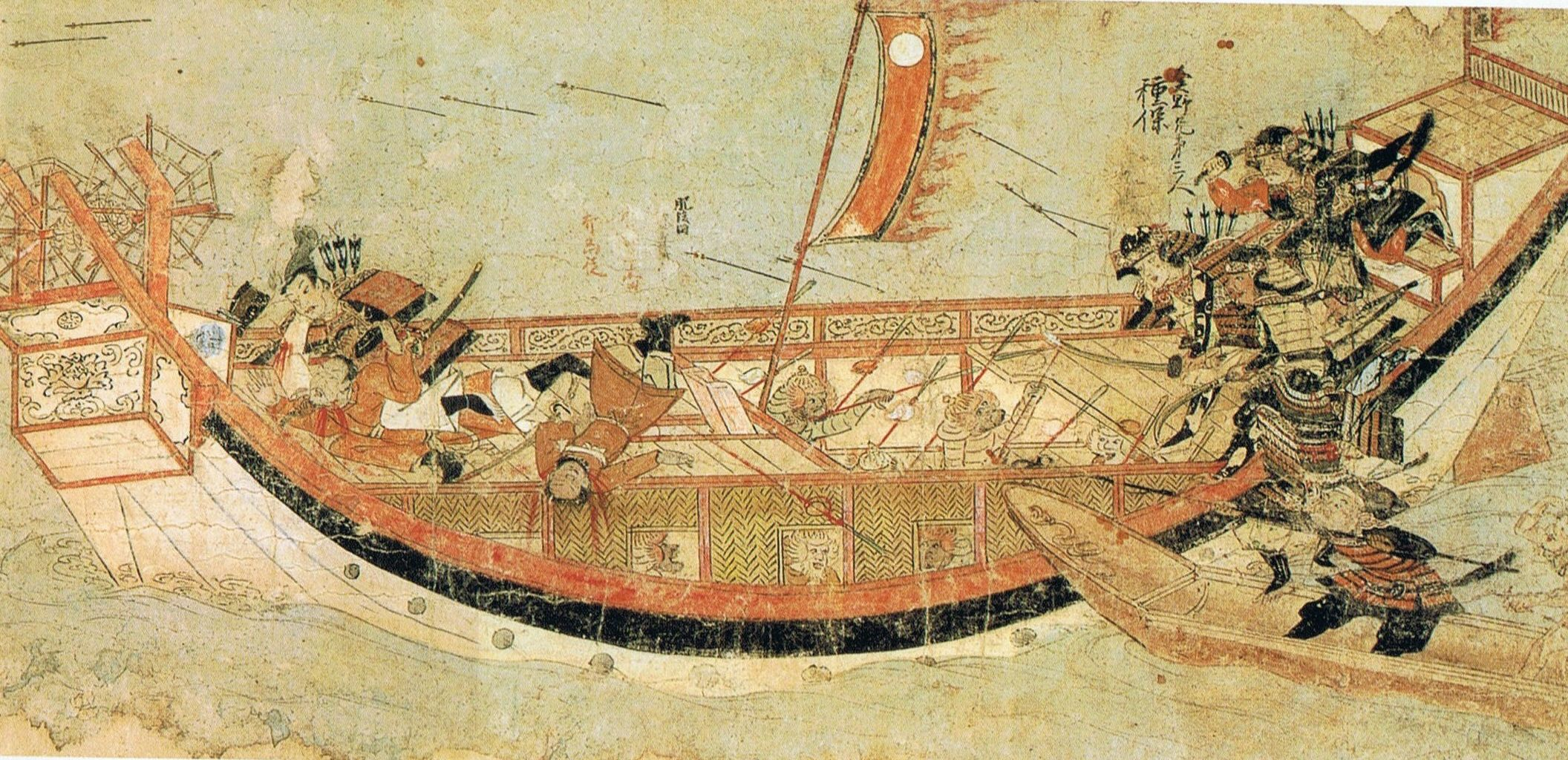
Des samouraïs japonais en train d'aborder des navires mongols en 1281

À l'autre bout du globe, une autre culture se développe au moins autant que la culture européenne. La technique maritime dans la partie asiatique du globe se développe d'une façon a priori assez similaire à celle de l'Europe, en matière d'efficacité et de complexité des bateaux. On peut noter des références d'actions navales japonaises dans les rapports de l'invasion mongole du Japon par la marine de Kubilai Khan en 1281. Marco Polo rapporte que Koubilaï Khan entretient 15 000 navires près de l'embouchure du fleuve jaune. Le Japon ne dispose pas d'une Marine comparable à la Marine mongole. Bien que très peu de documents existent relatifs à la marine mongole, il est probable qu'ils permettent à cette époque le lien entre connaissances technologiques européennes et asiatiques.

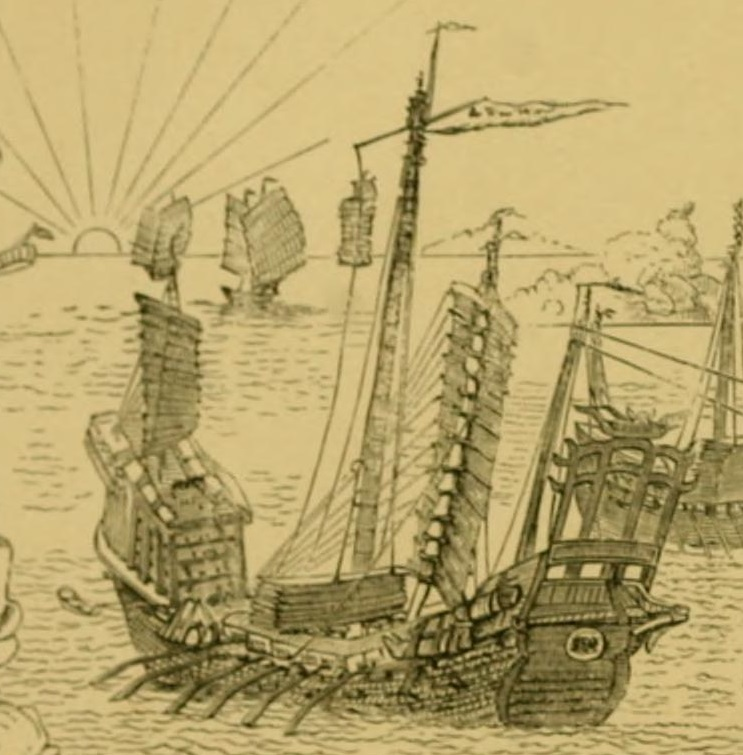
Jonque du XIVe siècle, dynastie Yuan.

En Chine, la navigation en haute mer évolue très tôt et très rapidement. Les premières traces de l'existence de navires en Chine nous font remonter aussi loin que le IIIe millénaire av. J.-C. On sait, par un document chinois, qu'au début de notre ère une ambassade romaine fut envoyée en Chine et que la dernière partie de son voyage se fit vraisemblablement à bord d'une jonque chinoise. Le mot jonque a lui-même fait un long chemin avant d'arriver jusqu'à nous puisqu'il serait un emprunt au portugais junco, lui-même un emprunt au javanais djong ou au malais adjong, emprunté au chinois chuan.
Les Chinois sont également les inventeurs de la boussole et du gouvernail.
50 ans avant Christophe Colomb, Zheng He (Zheng = gouverner, « être à la barre ») parcourt le monde à la tête d'une armada gigantesque pour l'époque, dont les plus grandes jonques comptent 9 mâts, mesurent 130 mètres de long et 55 mètres de large, à comparer aux 30 mètres de long et 8 mètres de large de la Santa Maria ! L'armada de Zheng He emporte 30 000 hommes à bord de 70 vaisseaux. Pour bien imaginer l'avance technologique que la marine chinoise possède alors sur la marine européenne, il faut comprendre qu'une telle armada aurait anéanti sans difficulté l'ensemble des flottes européennes, et aurait pu permettre la colonisation de l'ensemble de l'Europe et de la Méditerranée.
Mais la culture chinoise n'est alors pas une culture prédatrice et leurs intentions sont pacifiques, l'objectif des expéditions se limitant à vanter la gloire de l'empereur chinois et établir des relations avec les autres cultures. Les expéditions ne peuvent pas s'autofinancer par l'exploitation des terres et des populations colonisées. La poussée mongole le long des frontières nord de l'Empire du milieu contraint l'empereur à abandonner sa marine afin de consacrer toute sa puissance financière à la construction et au renforcement de la Grande Muraille de Chine, au point de faire détruire tous les documents relatifs à la technique de construction des jonques. Faute de moyens et de volonté politique, la marine chinoise disparaît et ne réapparaîtra qu'au milieu du XXe siècle. Si la marine « nationale » disparaît, il n'en est pas de même des bateaux. Au XVIIIe siècle le père Bernardine, des missions portugaises, écrit qu’il existe tellement de bateaux que l'on dit communément que l'empereur pourrait établir un pont de bateaux entre la Chine et Malacca qui est à 500 lieues de distances.
Au XIXe siècle les Britanniques estiment qu'il y a plus de 40 000 navires dans le seul port de Canton et ses environs.

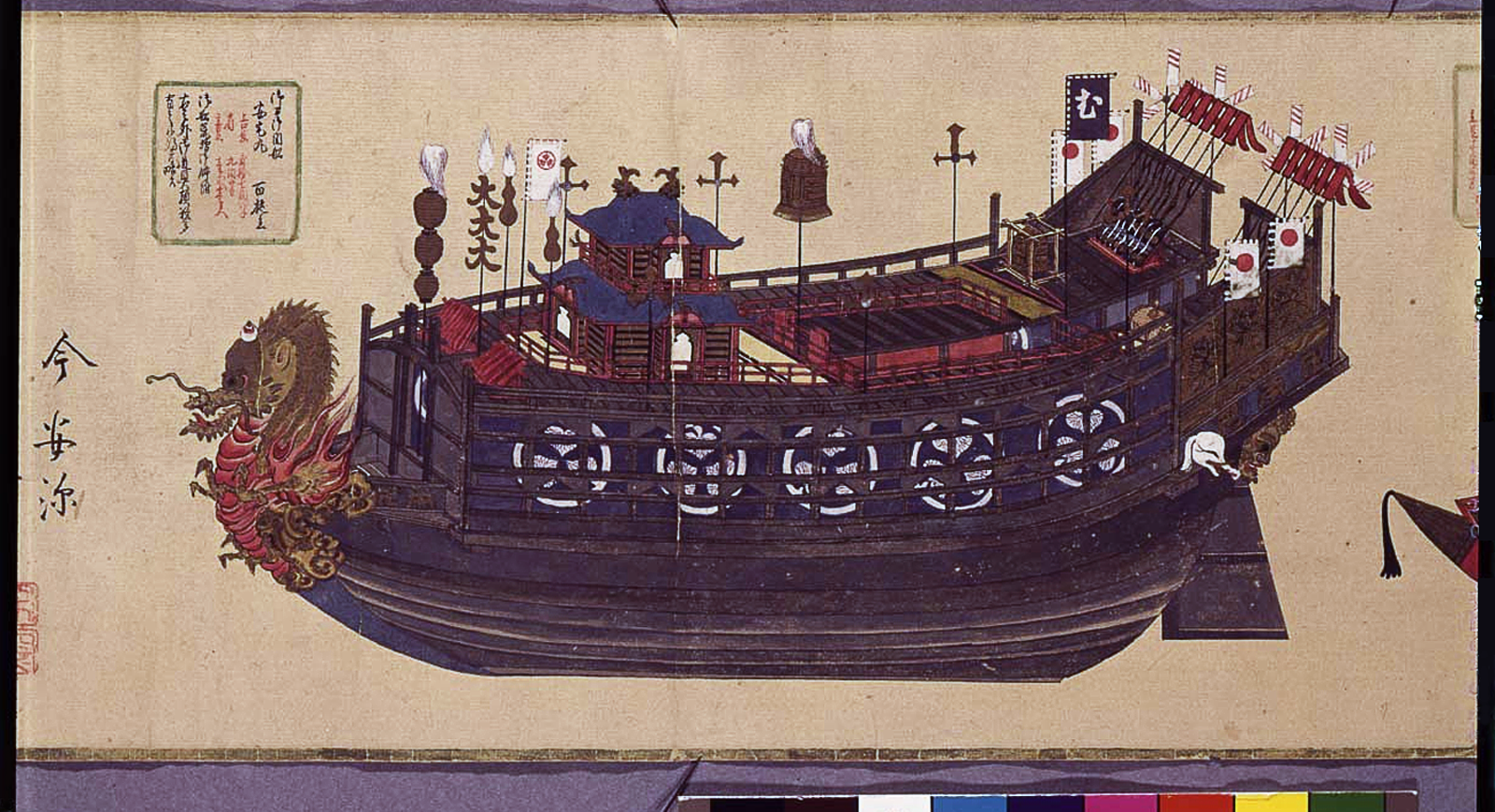
Un Atakebune du XVIe siècle

Le Japon entreprend un considérable effort de construction navale au cours de l'époque Sengoku (XVe au XVIIe siècle); les grands féodaux qui luttent pour la suprématie font construire de grandes flottes côtières de plusieurs centaines de bateaux ; les plus grands navires construits au Japon aux XVIe et XVIIe siècles sont appelés Atakebune. Il semble que ce soit à cette période que le Japon développe les premiers navires cuirassés de guerre de l'histoire, quand Oda Nobunaga fait construire, en 1576, six « Tekkōsen » (bateaux cuirassés de fer). Ce sont des barges armées, capables de vaincre les plus grands des vaisseaux ennemis. Ces bateaux sont considérés comme des forteresses flottantes, plutôt que comme de véritables navires de guerre et ne seront utilisés que dans des actions côtières.

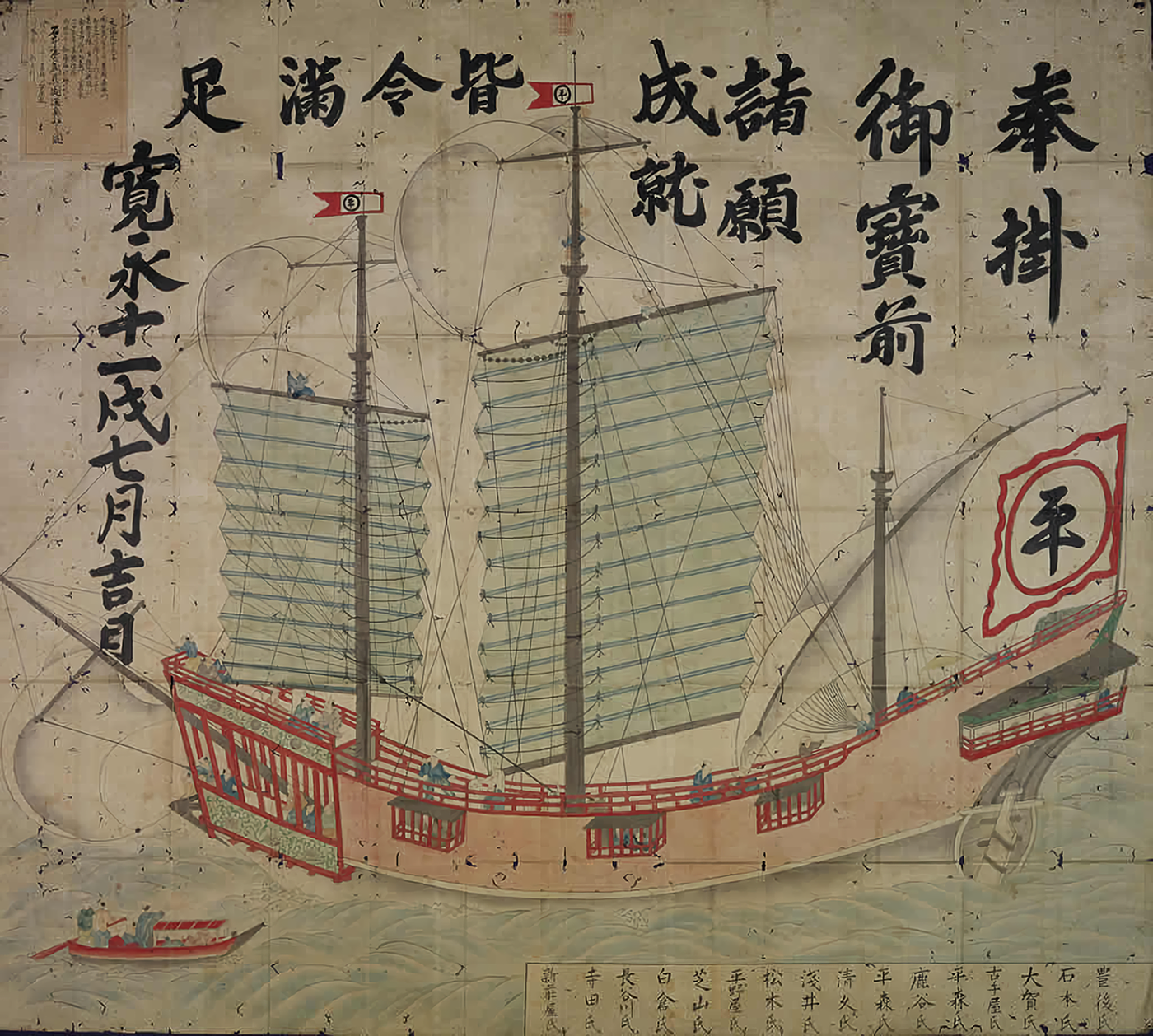
Un navire shuinsen de 1634, qui associe les technologies des bateaux orientaux et occidentaux.

Le Japon construit ses premiers navires océaniques au début du XVIIe siècle. En 1614, le daimyō de Sendai construit le San Juan Bautista, un navire semblable à un galion de 500 tonneaux, qui transporte l'ambassadeur japonais en Amérique, et qui, de là, part pour l'Europe. Toujours à la même période, 350 navires shuinsen sont commandés à Bakufu, dotés d'un armement traditionnel, mais incorporant quelques-unes des technologies européennes, pour le commerce avec l'Asie. Quoi qu'il en soit, peu de temps après, et pour deux siècles, le Japon opte pour une politique isolationniste qui interdit la construction de navires capables d'affronter l'océan.

### Asie du Sud-Est

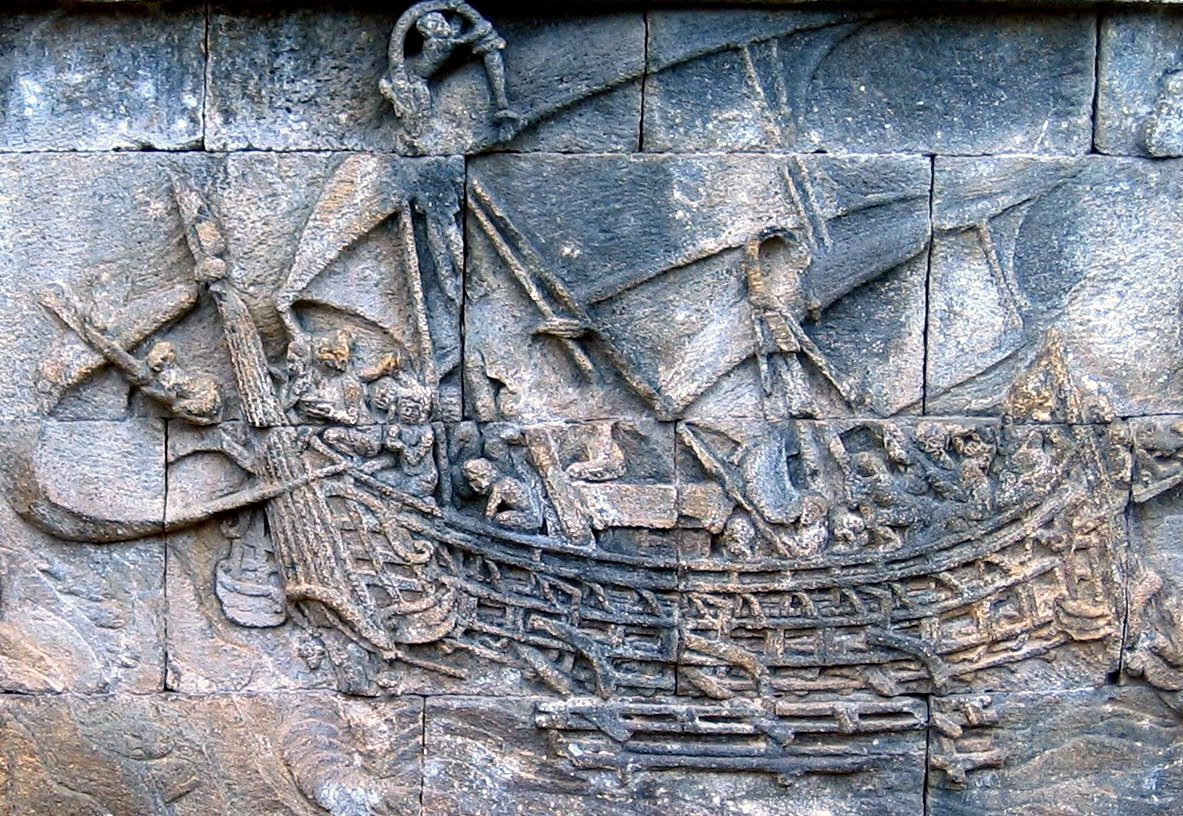
Bas-relief du temple de Borobudur à Java (VIIIe siècle) montrant un voilier avec une voile tanjak et des balanciers austronésiens typiques

Les Austronésiens sont peut-être les premiers grands navigateurs de l'humanité. Commencée à partir de Taïwan il y a quelque 5 000 ans, leur dispersion commence par les Philippines et de là, d'une part vers le sud, l'archipel indonésien puis vers l'ouest vers Madagascar, d'autre part vers l'est et les îles du Pacifique.
Peut-être dès le IVe siècle av. J.-C., des marins et marchands de l'ouest de l'archipel indonésien se dirigent vers l'ouest à la recherche de nouveaux débouchés pour leurs produits. Ils vont prendre une part active au commerce dans l'océan Indien, jusque sur les côtes orientales de l'Afrique. Le témoignage d'un marchand arabe daté de 945 apr. J.-C. et publié dans le Livre des merveilles de l'Inde décrit ainsi l'arrivée sur la côte du Mozambique de "waq-waq", nom que les Arabes donnaient à l'époque aux populations de l'Asie du Sud-Est insulaire.
Les marins indonésiens jouaient également un rôle de premier plan dans les relations maritimes avec la Chine. En témoigne par exemple l'épave de Cirebon, qu'on a datée de la période des Cinq Dynasties et des Dix Royaumes (906-960), et qui montre une technologie marine typique de l'ouest de l'archipel indonésien.
La présence de marins indonésiens dans l'océan Indien semble se poursuivre jusqu'au XVIe siècle, alors que les premiers Européens, des Portugais, arrivent dans la région. En particulier, des Javanais et des Malais se rendent encore à Madagascar.

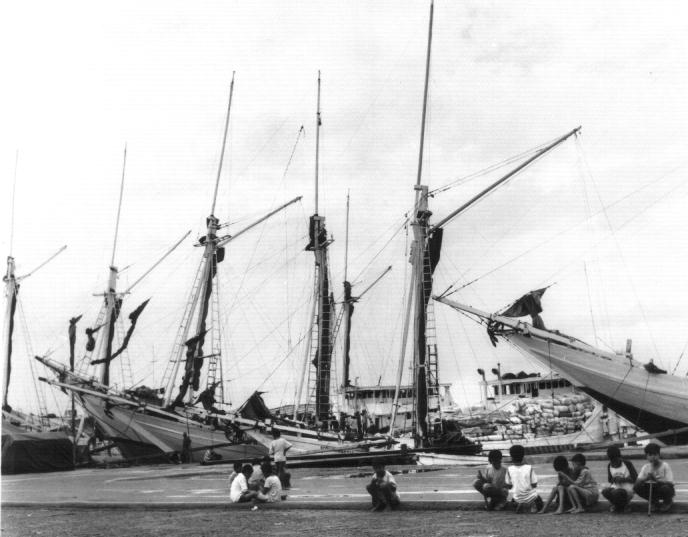
Pinisi dans le port de Taopere à Makassar

Dans l'est de l'archipel indonésien, les peuples du sud de Célèbes sont aussi de grands marins. Au XVIIe siècle, le royaume makassar de Gowa est la principale puissance maritime de la région, jusqu'à sa défaite devant les Hollandais de la VOC (Compagnie néerlandaise des Indes orientales) en 1669. Des marins makassar et konjo se rendent sur les côtes nord de l'Australie pour pêcher l'holothurie. Leurs voiliers padewakang, similaires à celui figurant sur des bas-reliefs du temple de Borobudur à Java (VIIIe siècle), disparaissent au début du XXe siècle pour être remplacés par les pinisi plus modernes.

## Révolution industrielle

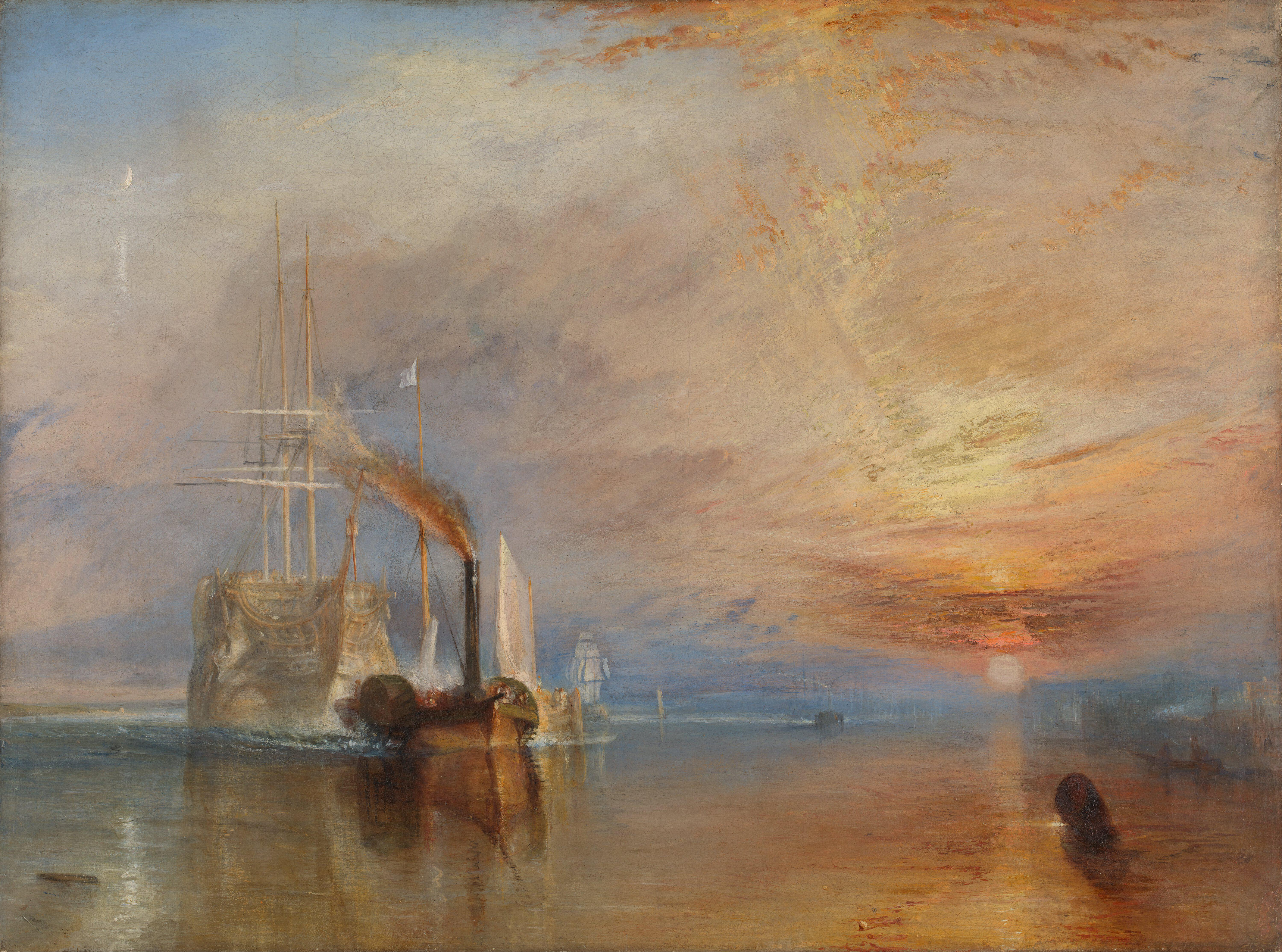
The Fighting Téméraire tugged to her last Berth to be broken, de Turner (1838) symbolise le déclin de la marine à voile au profit de la vapeur.

La différenciation des fonctions des navires évolue peu jusqu'à la fin du XIXe siècle. La révolution industrielle déclenche par contre une explosion des différenciations. Le besoin d'avoir des bateaux de plus en plus efficaces pour les missions qui leur sont confiées, la fin des conflits systématiques pour la suprématie maritime, l'augmentation des capacités financières des puissances industrielles, engendrent une prolifération de bateaux à usage de plus en plus spécialisé, autant dans les domaines de la pêche et du commerce que dans le domaine militaire ou de la croisière. On voit également apparaitre des navires très spécialisés dans des fonctions nouvelles, comme les bateaux de sauvetage, les navires scientifiques, les bateaux pompiers.
La puissance des nations se mesure à leur capacité à construire les navires militaires les plus puissants, leur fierté les poussent à construire des paquebots de prestige gigantesques, comme le Normandie, le Queen Mary ou le France qui viennent pour la plupart des pays européens

### Les sous-marins
L’idée de pouvoir aller sous l’eau prend ses racines dans la lointaine antiquité. La première trace vérifiée de tentative pour mettre cette idée en pratique semble être celle d’Alexandre le Grand, qui, selon Aristote, développe un submersible pour des missions de reconnaissance en 332 av. J.-C. Un engin un peu similaire est réalisé en Chine vers 200 av. J.-C.
Mais la première conception effective est de William Bourne, qui dessine un prototype de sous-marin en 1578. Son idée n’est malheureusement pas développée. Au XVIIe siècle, les Cosaques utilisent une sorte de barque fluviale renversée appelée « Chaïka » utilisée sous l’eau pour la reconnaissance et les infiltrations en territoire ennemi. Le modèle semble être réalisé sur la base des descriptions d’Aristote. Les Chaïkas peuvent être submergées, l’équipage pouvant continuer à respirer dans la poche d’air contenue dans la barque, et déplaçant la barque en marchant au fond de l’eau. 

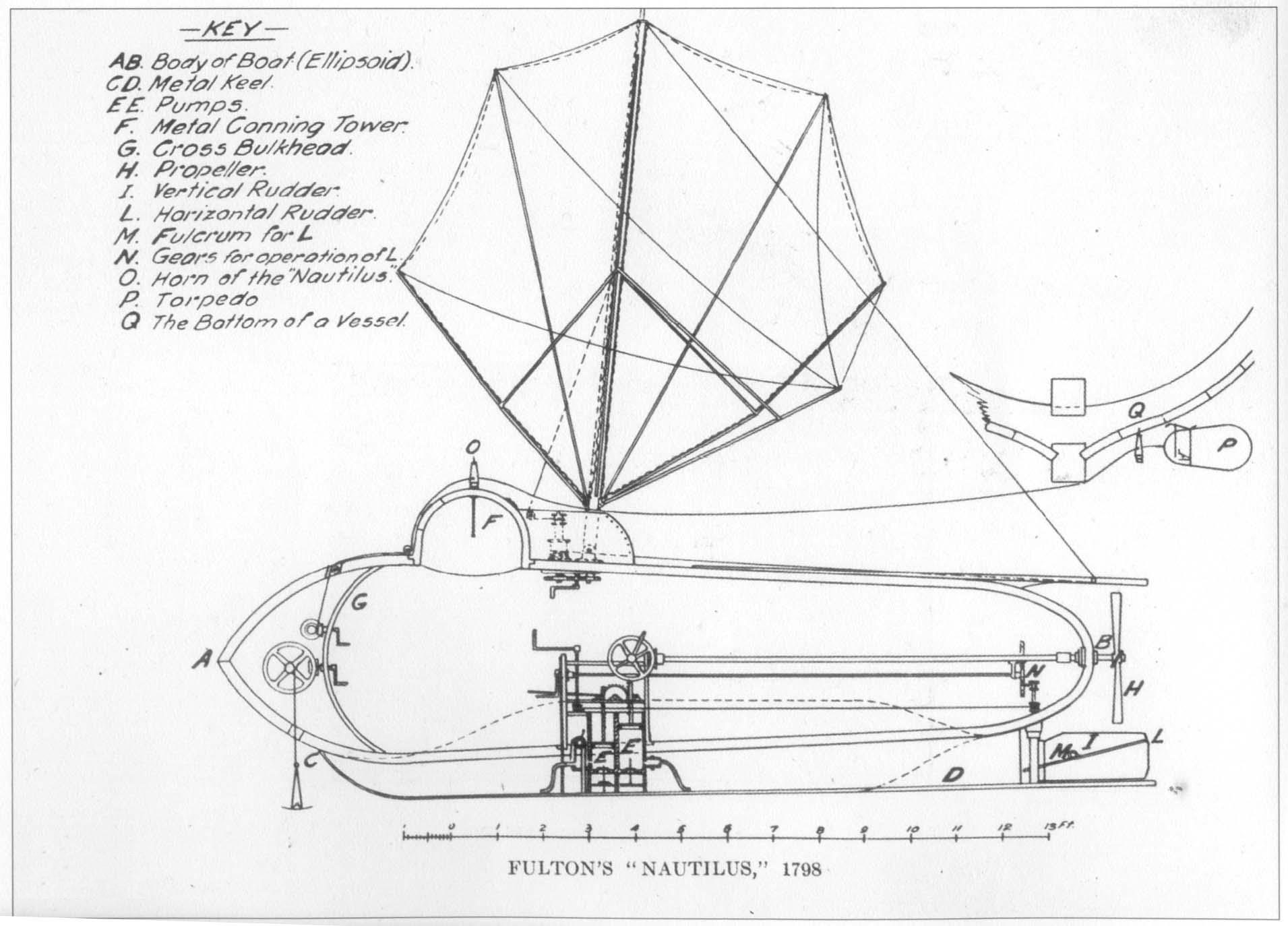
Le Nautilus (1800)

Le premier vrai sous-marin construit l’est en 1620 par le Hollandais Cornelius Jacobszoon Drebbel, sur la base des dessins de Bourne. Il est propulsé à l’aide de rames. La nature précise de l’engin est sujette à controverses, certains prétendant qu’il s’agit en fait d’une cloche de plongée. Deux exemplaires sont réalisés entre 1620 et 1624.
Si les premiers sous-marins ont pour objet d’observer les fonds marins, il ne faut pas longtemps pour que les militaires perçoivent tout le potentiel d’un tel engin. Le premier sous-marin militaire est la Tortue (Turtle) de l’Américain David Bushnell, capable de se déplacer de façon autonome sous l’eau, à l’aide de vis hélicoïdale. Robert Fulton réalise en 1800 en France le Nautilus. Il démontre sa capacité à poser des mines pour détruire des navires ennemis

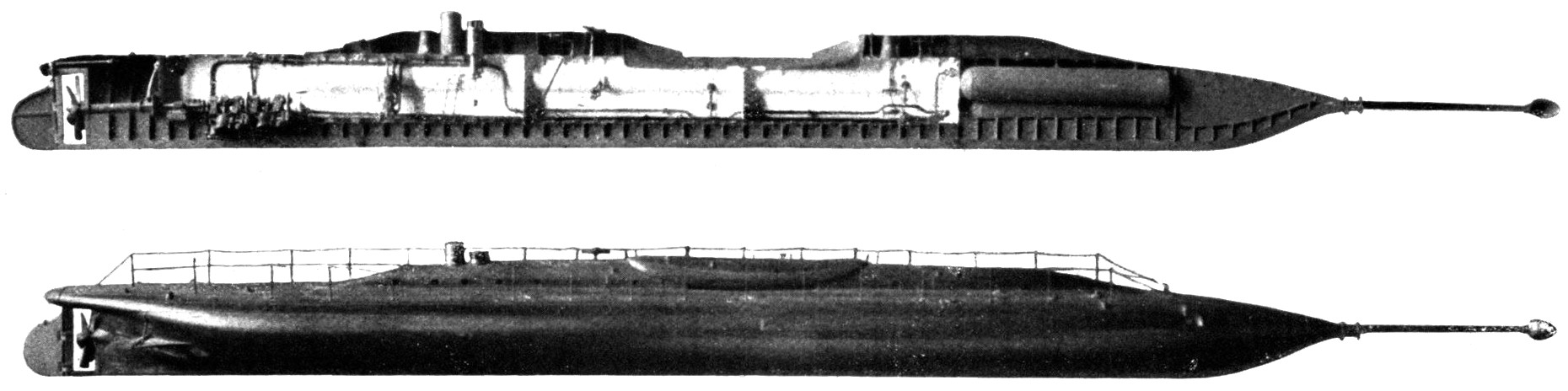
Le Plongeur, premier sous-marin à propulsion non humaine

Pendant la guerre civile américaine, les fédérés lancent un sous-marin, sur la base d’un concept français, l’Alligator, chargé à l’air comprimé et équipé d’un système de filtration de l’air. Il est équipé d’un sas permettant à un plongeur de placer une mine à détonateur électrique sur les vaisseaux ennemis. Il est rapidement équipé d’une propulsion à vis, actionnée manuellement. Il mesure 14,3 mètres de long et peut accueillir un équipage de 20 hommes. Il sera suivi de nombreux autres exemplaires. Si leur impact sur la guerre civile est faible, ils démontrent tout leur potentiel militaire.
Le premier sous-marin à ne pas dépendre de la force humaine pour sa propulsion, le Plongeur, est lancé par la Marine française en 1863 ; il est propulsé à l’air comprimé par 23 réservoirs à 180 bars. Le premier sous-marin à propulsion motorisée est l’Ictineo II, lancé en 1867 par Narcisse Monturiol en Espagne, suivi en 1888 par le sous-marin à propulsion électrique de l’ingénieur espagnol Isaac Peral.

#### Ouvrages historiques
- Pierre Bouguet, Traité du navire, Paris, Jombert, 1746.
- F. H. Chapman, Architectura navalis mercatoria, 1768, réédité par Arlard Coles, 1968.
- Diderot & D'Alembert, Encyclopédie ou dictionnaire raisonné des sciences, des arts et des métiers, article « Marine », 1751-1758

#### Ouvrages modernes en français
- Duncan Haws (trad. Yvette Gogue et Ghislaine Gustin), Les Bateaux et la mer : histoire de la navigation et des combats sur mer de l'Antiquité à nos jours, Annecy-le-Vieux, Plantyn, 1976 (OCLC 411806801, BNF 34708103)
- Björn Landström (trad. Seglande skepp), Histoire du voilier : du bateau en papyrus au trois-mâts gréé carré, Paris, A. Michel, 1978, 2e éd. (1re éd. 1969), 185 p. (OCLC 319729316)
- Louis Le Roc'h Morgère, Navires, mémoire de la mer, Paris, Rempart, coll. « Patrimoine vivant : notre histoire », 1990, 223 p. (ISBN 978-2-904365-08-9 et 2-904-36508-7, OCLC 462069386, BNF 35073245)
- Patrice Pomey, La navigation dans l'Antiquite, Aix-en-Provence, Édisud, 1997, 206 p. (ISBN 978-2-85744-799-3 et 2-857-44799-X, OCLC 416950526)